# Liste der technischen Denkmale im Erzgebirgskreis (J–P)
Die Liste der technischen Denkmale im Erzgebirgskreis enthält die Technischen Denkmale im Erzgebirgskreis.
Diese Liste ist eine Teilliste der Liste der Kulturdenkmale in Sachsen.
Aufgrund der großen Anzahl von technischen Denkmalen ist die Liste aufgeteilt in die
- Liste der technischen Denkmale im Erzgebirgskreis (A–I)
- Liste der technischen Denkmale im Erzgebirgskreis (J–P)
- Liste der technischen Denkmale im Erzgebirgskreis (R–Z)

## Legende
- Bild: Bild des Kulturdenkmals, ggf. zusätzlich mit einem Link zu weiteren Fotos des Kulturdenkmals im Medienarchiv Wikimedia Commons. Wenn man auf das Kamerasymbol klickt, können Fotos zu Kulturdenkmalen aus dieser Liste hochgeladen werden:
- Bezeichnung: Denkmalgeschützte Objekte und ggf. Bauwerksname des Kulturdenkmals
- Lage: Straßenname und Hausnummer oder Flurstücknummer des Kulturdenkmals. Die Grundsortierung der Liste erfolgt nach dieser Adresse. Der Link (Karte) führt zu verschiedenen Kartendiensten mit der Position des Kulturdenkmals. Fehlt dieser Link, wurden die Koordinaten noch nicht eingetragen. Sind diese bekannt, können sie über ein Tool mit einer Kartenansicht einfach nachgetragen werden. In dieser Kartenansicht sind Kulturdenkmale ohne Koordinaten mit einem roten bzw. orangen Marker dargestellt und können durch Verschieben auf die richtige Position in der Karte mit Koordinaten versehen werden. Kulturdenkmale ohne Bild sind an einem blauen bzw. roten Marker erkennbar.
- Datierung: Baubeginn, Fertigstellung, Datum der Erstnennung oder grobe zeitliche Einordnung entsprechend des Eintrags in der sächsischen Denkmaldatenbank
- Beschreibung: Kurzcharakteristik des Kulturdenkmals entsprechend des Eintrags in der sächsischen Denkmaldatenbank, ggf. ergänzt durch die dort nur selten veröffentlichten Erfassungstexte oder zusätzliche Informationen
- ID: Vom Landesamt für Denkmalpflege Sachsen vergebene, das Kulturdenkmal eindeutig identifizierende Objekt-Nummer. Der Link führt zum PDF-Denkmaldokument des Landesamtes für Denkmalpflege Sachsen. Bei ehemaligen Kulturdenkmalen können die Objektnummern unbekannt sein und deshalb fehlen bzw. die Links von aus der Datenbank entfernten Objektnummern ins Leere führen. Ein ggf. vorhandenes Icon  führt zu den Angaben des Kulturdenkmals bei Wikidata.

## Jahnsdorf/Erzgeb.
| Bild                                    | Bezeichnung                                          | Lage                | Datierung                        | Beschreibung | ID       |
| --------------------------------------- | ---------------------------------------------------- | ------------------- | -------------------------------- | --- | -------- |
| Direkt Bild zu diesem Denkmal hochladen | Strumpffabrik Karl Fr. Kreissig (ehem.); Sog. Altbau | Jahnsdorf (Karte)   | 1895 (Fabrikgebäude)             | Fabrikgebäude (ohne Anbau); zeittypischer und original gut erhaltener Fabrikbau, industriegeschichtliche und ortshistorische Bedeutung                                                 | 09238006 |
| Direkt Bild zu diesem Denkmal hochladen | Bahnhof Jahnsdorf                                    | Jahnsdorf (Karte)   | um 1900 (Empfangsgebäude)        | Empfangsgebäude und Toilettenhäuschen eines Bahnhofs; original erhaltenes Zeugnis der Verkehrsgeschichte, auch ortsgeschichtliche Bedeutung                                            | 09238001 |
| Direkt Bild zu diesem Denkmal hochladen | Strumpffabrik Karl Fr. Kreissig (ehem.)              | Jahnsdorf (Karte)   | 1924 lt. Bauakte (Strumpffabrik) | Fabrikgebäude; ehemalige Strumpffabrik der 1871 gegründeten Firma Karl-Friedrich Kreissig, stattlicher Putzbau mit Art-Déco-Einflüssen, ortshistorische und baukünstlerische Bedeutung | 09238008 |
| Direkt Bild zu diesem Denkmal hochladen | Untere Mühle; Niedermühle                            | Pfaffenhain (Karte) | bezeichnet 1804 (Mühle)          | Wohnstallhaus, Seitengebäude und Scheune eines Mühlenanwesens; Fachwerkgebäude, ortshistorisch und baugeschichtlich von Bedeutung                                                      | 09229678 |

## Johanngeorgenstadt, Stadt
| Bild                                    | Bezeichnung                                                                              | Lage    | Datierung                                                   | Beschreibung | ID       |
| --------------------------------------- | ---------------------------------------------------------------------------------------- | ------- | ----------------------------------------------------------- | --- | -------- |
| Direkt Bild zu diesem Denkmal hochladen | Frisch-Glück-Fundgrube (Glöckl)                                                          | (Karte) | Frisch Glück Neu 1947 (Stollen); Stollnkaue 1840 (Kaue)     | Huthaus (Nr. 15) und Stollnkaue (Nr. 13) des Stolln Frisch Glück Alt und Neu, Kunstgraben und Wehr (bei Jugelstraße 2); ortsgeschichtlich, bergbaugeschichtlich und technikgeschichtlich von Bedeutung                                                                        | 09226934 |
| Direkt Bild zu diesem Denkmal hochladen | Bergbau-Seifengebiet (Zinnerzbergbau)                                                    | (Karte) | 17.–18. Jahrhundert (Bergbauanlagenteil)                    | bergbaugeschichtlich von Bedeutung | 09226884 |
| Direkt Bild zu diesem Denkmal hochladen | Weiße-Taube-Stolln                                                                       | (Karte) | ab 1708 (Stollen)                                           | Stolln; im 2. Weltkrieg als Luftschutzbunker des Erla-Werkes genutzt, bergbaugeschichtlich, ortsgeschichtlich und technikgeschichtlich von Bedeutung | 09226933 |
| Direkt Bild zu diesem Denkmal hochladen | Dreckpfütze; Tagebruch des Goliath-Zinnerzganges                                         | (Karte) | 17.–18. Jahrhundert (Binge)                                 | Tagebruch (Binge); bergbaugeschichtlich von Bedeutung | 09226909 |
| Direkt Bild zu diesem Denkmal hochladen | Riesenberger Eisensteinzug                                                               | (Karte) | 1570–1870 (Bergbauanlagenteil)                              | Halden- und Bingenzug; Erzgang von 4, 5 km Länge, mit über 100 Halden und Tagbrüchen, Resten von Huthäusern, Kunstgräben und zwei Mundlöchern, bergbaugeschichtlich und ortsgeschichtlich von Bedeutung                                                                       | 09226891 |
| Direkt Bild zu diesem Denkmal hochladen | Gegenglück-Stolln                                                                        | (Karte) | bezeichnet 1862 (Mundloch); ab 1694 (Stollen)               | Mundloch und Stolln; ortsgeschichtliche und technikgeschichtliche Bedeutung | 09226931 |
| Direkt Bild zu diesem Denkmal hochladen | Hohneujahr                                                                               | (Karte) | 18. Jahrhundert (Pochwerk)                                  | Reste des Pochwerks; bergbaugeschichtliche und technikgeschichtliche Bedeutung | 09226930 |
| Direkt Bild zu diesem Denkmal hochladen | Binge Himmelfahrt Christi                                                                | (Karte) | 17.–18. Jahrhundert (Binge)                                 | Binge; bergbaugeschichtliches Zeugnis | 09226889 |
| Direkt Bild zu diesem Denkmal hochladen | Schwarzer Teich                                                                          | (Karte) | 1703 (Damm)                                                 | Dammkrone des Schwarzen Teiches (Kunstteich); bergbaugeschichtlich von Bedeutung | 09226910 |
| Direkt Bild zu diesem Denkmal hochladen | Michaelis-Mittelschacht                                                                  | (Karte) | 1719–1827, Schachtbetrieb (Halde)                           | Halde; bergbaugeschichtlich von Bedeutung | 09226908 |
| Direkt Bild zu diesem Denkmal hochladen | Henneberger Radstube                                                                     | (Karte) | Ende 18. Jahrhundert bis ca. 1825 (Bergbau-Wasseranlage)    | Ehemalige Radstube mit Resten eines Damms und Abzugrösche; bergbaugeschichtlich von Bedeutung | 09226911 |
| Direkt Bild zu diesem Denkmal hochladen | Rehhübler Eisensteinzug                                                                  | (Karte) | 17.–18. Jahrhundert (Halde)                                 | Halden- und Bingenzug; bergbaugeschichtlich von Bedeutung | 09226890 |
| Direkt Bild zu diesem Denkmal hochladen | Kilometerstein                                                                           | (Karte) | um 1900 (Kilometerstein)                                    | verkehrsgeschichtlich von Bedeutung | 09223069 |
| Direkt Bild zu diesem Denkmal hochladen | Neu Freiberger Glück-Stolln                                                              | (Karte) | ab 18. Jahrhundert (Mundloch)                               | Stolln und Mundloch des »Neu Freiberger Glück-Stollns«; bergbaugeschichtliche und technikgeschichtliche Bedeutung | 09226932 |
| Direkt Bild zu diesem Denkmal hochladen | Grube Rautenkranz                                                                        | (Karte) | 18. Jahrhundert (Halde)                                     | Halde eines Tageschachts; bergbaugeschichtlich von Bedeutung | 09226898 |
| Direkt Bild zu diesem Denkmal hochladen | Hohneujahr samt Unverhofft Glücker Tageschacht; Grube Hohneujahr; Grube Unverhofft Glück | (Karte) | 1721/1722 (Schacht)                                         | Schachtröhre; von besonderer ortsgeschichtlicher und technikgeschichtlicher Bedeutung | 09229837 |
| Direkt Bild zu diesem Denkmal hochladen | Grube Katharina                                                                          | (Karte) | 1714 (Lochstein)                                            | Bergbaulicher Lochstein der Grube Katharina; bergbaugeschichtlich von Bedeutung | 09226903 |
| Direkt Bild zu diesem Denkmal hochladen | Kursächsische Postmeilensäulen (Sachgesamtheit)                                          | (Karte) | 1725 (Ganzmeilensäule)                                      | Postmeilensäule; Ganzmeilensäule, verkehrsgeschichtlich von Bedeutung | 09228402 |
| Direkt Bild zu diesem Denkmal hochladen | Gotthelf-Schaller-Tageschacht                                                            | (Karte) | 18. und 19. Jahrhundert (Pulverturm)                        | Halde eines Tageschachts mit Pulverturm; Zeugnis des Johanngeorgenstädter Bergbaus, bedeutend für die Ortsgeschichte | 09229821 |
| Direkt Bild zu diesem Denkmal hochladen | Kursächsische Postmeilensäulen (Sachgesamtheit)                                          | (Karte) | bezeichnet 1728 (Postdistanzsäule)                          | Postmeilensäule; Distanzsäule, verkehrsgeschichtlich von Bedeutung | 09229827 |
| Direkt Bild zu diesem Denkmal hochladen | Grube Weihnachtsbescherung                                                               | (Karte) | bis 1780 (Halde)                                            | Halde eines Tageschachts; bergbaugeschichtlich von Bedeutung | 09226897 |
| Direkt Bild zu diesem Denkmal hochladen | Grube Erzengel Gabriel                                                                   | (Karte) | 18. Jahrhundert und 19. Jahrhundert (Halde)                 | Halde eines Tageschachts; bergbaugeschichtlich von Bedeutung | 09226899 |
| Direkt Bild zu diesem Denkmal hochladen | Curfürstlicher Rosengärtner-Stolln                                                       | (Karte) | bezeichnet 1799 (Mundloch)                                  | Mundloch; bergbaugeschichtlich von Bedeutung | 09226906 |
| Direkt Bild zu diesem Denkmal hochladen | Gabe-Gottes-Fundgrube                                                                    | (Karte) | Kern 1719 (Huthaus)                                         | Huthaus der Gabe-Gottes-Fundgrube; bergbaugeschichtlich von Bedeutung | 09226929 |
| Direkt Bild zu diesem Denkmal hochladen | Wittigmühle (ehem.)                                                                      | (Karte) | bezeichnet 1811, Kern wohl älter (Mühle)                    | Mühle; regionaltypischer Bau mit verbrettertem Fachwerkobergeschoss, ortsgeschichtliche und baugeschichtliche Bedeutung | 09229840 |
| Direkt Bild zu diesem Denkmal hochladen | Malzmühle (ehem.)                                                                        | (Karte) | 1. Hälfte 19. Jahrhundert, Kern älter (Mühle)               | Mühle; typisches erzgebirgisches Mühlengebäude mit Fachwerkobergeschoss, baugeschichtlich, ortsgeschichtlich und ortsbildprägend von Bedeutung | 09229838 |
| Direkt Bild zu diesem Denkmal hochladen | Farbmühle                                                                                | (Karte) | 2. Hälfte 16. Jahrhundert (Mühle)                           | Ehemalige Mühle; später Gaststätte, im Kern Gebäude aus dem 16. Jahrhundert, als einstige Farbmühle baugeschichtlich und ortsgeschichtlich von Bedeutung, von singulärer Bedeutung ist das Sitznischenportal (eines der letzten im Kreis)                                     | 09229841 |
| Direkt Bild zu diesem Denkmal hochladen | Bergbaulicher Lochstein                                                                  | (Karte) | 18. Jahrhundert (Lochstein)                                 | bergbaugeschichtlich von Bedeutung | 09224287 |
| Direkt Bild zu diesem Denkmal hochladen | Königlich-Sächsische Meilensteine (Sachgesamtheit)                                       | (Karte) | Mitte 19. Jahrhundert (Meilenstein<Königlich-Sächsisch>)    | Meilenstein; verkehrsgeschichtlich von Bedeutung | 09306121 |
| Direkt Bild zu diesem Denkmal hochladen | Bahnhof Johanngeorgenstadt                                                               | (Karte) | 1898 (Empfangsgebäude); Ende 19. Jahrhundert (Nebengebäude) | Empfangsgebäude und südliches Nebengebäude (Nr. 26a) des Bahnhofs Johanngeorgenstadt; wichtiges gründerzeitliches Bahnhofsensemble, eisenbahngeschichtlich von Bedeutung, im Zusammenspiel mit gegenüber liegenden Wohngebäuden und Deutschem Haus bedeutend für das Ortsbild | 09229857 |
| Direkt Bild zu diesem Denkmal hochladen | Grube Erzengel Raphael                                                                   | (Karte) | um 1800 (Halde)                                             | Halde eines Tageschachts; bergbaugeschichtlich von Bedeutung | 09226913 |
| Direkt Bild zu diesem Denkmal hochladen | Neu Leipziger Glück; Schacht 42                                                          | (Karte) | 1795–1798 (Halde)                                           | Halde eines Tageschachts; bergbaugeschichtlich von Bedeutung | 09226924 |
| Direkt Bild zu diesem Denkmal hochladen | Erzengler Rösche                                                                         | (Karte) | bezeichnet 1839 (Schlussstein)                              | Rösche mit Mundloch; elliptisch auf ganzer Länge (ca. 180 m) ausgemauert, bergbaugeschichtlich von Bedeutung | 09226914 |
| Direkt Bild zu diesem Denkmal hochladen | Gewerken Hoffnung                                                                        | (Karte) | bezeichnet 1763, bis um 1912 (Halde)                        | Halde eines Tageschachts; bergbaugeschichtlich von Bedeutung | 09226912 |
| Direkt Bild zu diesem Denkmal hochladen | Königlich-Sächsische Meilensteine (Sachgesamtheit)                                       | (Karte) | 19. Jahrhundert (Meilenstein)                               | Meilenstein, zum Kilometerstein umgearbeitet; verkehrsgeschichtlich von Bedeutung | 09223068 |
| Direkt Bild zu diesem Denkmal hochladen | Kursächsische Postmeilensäulen (Sachgesamtheit)                                          | (Karte) | bezeichnet 1723 (Viertelmeilenstein)                        | Postmeilensäule; Viertelmeilenstein, verkehrsgeschichtlich von Bedeutung | 09229822 |
| Direkt Bild zu diesem Denkmal hochladen | Königlich-Sächsische Meilensteine (Sachgesamtheit)                                       | (Karte) | um 1860 (Meilenstein)                                       | Meilenstein; Steinsäule mit halbrundem Abschluss, Stationsstein, verkehrsgeschichtlich von Bedeutung | 09229829 |
| Direkt Bild zu diesem Denkmal hochladen | Fundgrube Treue Freundschaft                                                             | (Karte) | 1708 (Mundloch)                                             | Mundloch, Halde, Huthaus und Kaue der Fundgrube Treue Freundschaft; Zeugnis des Johanngeorgenstädter Bergbaus, bedeutend für die Ortsgeschichte | 09229855 |
| Direkt Bild zu diesem Denkmal hochladen | Neues Deutschland; Querschlag 4                                                          | (Karte) | nach 1945 (Mundloch)                                        | Doppelmundloch von Schacht 30 („Neues Deutschland“), zwei Eingänge von Schacht „Querschlag 4“ sowie Betonstützmauern der Wismut-Bunkeranlage am Eisenberg; ortsgeschichtliche und technikgeschichtliche Bedeutung                                                             | 09226938 |
| Direkt Bild zu diesem Denkmal hochladen | Schacht 31                                                                               | (Karte) | nach 1947 (Mundloch)                                        | Mundloch Schacht 31; ortsgeschichtlich, bergbaugeschichtlich und technikgeschichtlich von Bedeutung | 09226936 |
| Direkt Bild zu diesem Denkmal hochladen | Querschlag 1                                                                             | (Karte) | bezeichnet 1949 (Mundloch)                                  | Mundloch Querschlag Qu1 von Schacht 147; ortsgeschichtlich, bergbaugeschichtlich und technikgeschichtlich von Bedeutung | 09226937 |
| Direkt Bild zu diesem Denkmal hochladen | Frisch-Glück-Fundgrube (Glöckl)                                                          | (Karte) | Frisch Glück Neu 1947 (Stollen); Stollnkaue 1840 (Kaue)     | Huthaus (Nr. 15) und Stollnkaue (Nr. 13) des Stolln Frisch Glück Alt und Neu, Kunstgraben und Wehr (bei Jugelstraße 2); ortsgeschichtlich, bergbaugeschichtlich und technikgeschichtlich von Bedeutung                                                                        | 09226934 |
| Direkt Bild zu diesem Denkmal hochladen | Neujahrs-Fundgrube; Querschlag 6                                                         | (Karte) | bezeichnet 1950 (Mundloch)                                  | Mundloch „Neujahrs“-Fundgrube, Querschlag 6/bis; ortsgeschichtlich, bergbaugeschichtlich und technikgeschichtlich von Bedeutung | 09226935 |

## Jöhstadt, Stadt
| Bild                                    | Bezeichnung                                             | Lage                     | Datierung                                                                          | Beschreibung | ID       |
| --------------------------------------- | ------------------------------------------------------- | ------------------------ | ---------------------------------------------------------------------------------- | --- | -------- |
|                                         | Raummühle                                               | Grumbach (Karte)         | Türstock bezeichnet 1812 (Mühle)                                                   | Ehemaliges Wohnmühlenhaus; Obergeschoss massiv mit Verbretterung, ortsgeschichtliche und baugeschichtliche Bedeutung | 08992048 |
| Direkt Bild zu diesem Denkmal hochladen | Wohnmühlenhaus mit zwei Nebengebäuden und Sandsteintrog | Grumbach (Karte)         | 18. Jahrhundert womöglich noch älter (Mühle); bezeichnet 1862 (Wassertrog)         | Obergeschoss Fachwerk, weitgehend ursprünglich erhalten, baugeschichtlich und ortsgeschichtlich von Bedeutung | 08992013 |
|                                         | Bahnhof Jöhstadt                                        | Jöhstadt (Karte)         | 1892 (Personenbahnhof); 1892 (Empfangsgebäude)                                     | Empfangsgebäude des Bahnhofs Jöhstadt mit Anbauten, Lokschuppen und Laderampe; zeittypische Klinkerbauten, eisenbahngeschichtlich und ortsgeschichtlich von Bedeutung | 08991957 |
|                                         | Meilenstein                                             | Jöhstadt (Karte)         | um 1850 (Meilenstein<Königlich-Sächsisch>)                                         | verkehrsgeschichtlich von Bedeutung | 09306130 |
| Weitere Bilder                          | Kursächsische Postmeilensäulen (Sachgesamtheit)         | Jöhstadt (Karte)         | bezeichnet 1730 (Postdistanzsäule)                                                 | Postmeilensäule; Kopie einer Distanzsäule, verkehrsgeschichtlich von Bedeutung | 08991841 |
| Weitere Bilder                          | Pumpenund Feuerlöschtechnik                             | Jöhstadt (Karte)         | 1925 (Transformatorenstation); 1922 (Feuerwehr)                                    | Transformatorenhaus, ehemaliges Feuerwehrgebäude (Nr. 225) und Nebengebäude (Nr. 225d); Feuerwehrgebäude mit verbrettertem Obergeschoss, Transformatorenhaus mit neoklassizistischen Elementen, Nebengebäude kleiner Ziegelsteinbau, baugeschichtlich und technikgeschichtlich von Bedeutung | 08991867 |
|                                         | Haltepunkt Oberschmiedeberg                             | Oberschmiedeberg (Karte) | 1892 (Empfangsgebäude)                                                             | Empfangsgebäude des ehemaligen Haltepunktes der Preßnitztalbahn; eisenbahngeschichtlich von Bedeutung | 08991971 |
| Direkt Bild zu diesem Denkmal hochladen | Wohnhaus eines ehemaligen Mühlenanwesens                | Schmalzgrube (Karte)     | 1907 lt. Auskunft (Müllerwohnhaus)                                                 | Putzbau mit Fachwerkelementen, baugeschichtlich und ortsgeschichtlich von Bedeutung | 08991962 |
| Weitere Bilder                          | Hammerherrenhaus                                        | Schmalzgrube (Karte)     | 1766 (Hammerherrenhaus); wohl 1659 (Hochofen); an Tafel bezeichnet 1819 (Hochofen) | Herrenhaus und Hochofen eines ehemaligen Hammerwerkes; Herrenhaus reizvoller Barockbau mit charakteristischem Mansardwalmdach, ortsgeschichtliche, technikgeschichtliche und besondere baugeschichtliche Bedeutung                                                                           | 08991963 |
| Direkt Bild zu diesem Denkmal hochladen | Ehemaliges Huthaus                                      | Schmalzgrube (Karte)     | wahrscheinlich vor 1800 (Huthaus)                                                  | eingeschossiger Bruchsteinbau, baugeschichtlich, ortsgeschichtlich und technikgeschichtlich von Bedeutung | 08991955 |
| Direkt Bild zu diesem Denkmal hochladen | Transformatorenhäuschen                                 | Schmalzgrube (Karte)     | um 1920 (Transformatorenstation)                                                   | technikgeschichtliche Bedeutung | 08991940 |
|                                         | Haltepunkt Schmalzgrube                                 | Schmalzgrube (Karte)     | 1892 (Empfangsgebäude)                                                             | Empfangsgebäude des ehemaligen Haltepunktes der Preßnitztalbahn; eisenbahngeschichtlich von Bedeutung | 08991952 |
| Weitere Bilder                          | Bahnhof Steinbach (bei Jöhstadt)                        | Steinbach (Karte)        | 1892 (Güterabfertigung); 1899 (Eisenbahnerwohnhaus)                                | Bahnhofsvorsteherwohnhaus, Güterschuppen mit Schalterraum und Fahrkartenverkauf sowie Stellwerk mit Wasserkran des Bahnhofs Steinbach; eisenbahngeschichtlich, ortsgeschichtlich und technikgeschichtlich von Bedeutung                                                                      | 08992002 |
|                                         | Kilometerstein                                          | Steinbach (Karte)        | 19. Jahrhundert (Kilometerstein)                                                   | verkehrsgeschichtlich von Bedeutung | 08992003 |
| Direkt Bild zu diesem Denkmal hochladen | Ehemaliges Mühlengebäude                                | Steinbach (Karte)        | um 1700 (Mühle)                                                                    | Obergeschoss Fachwerk mit Andreaskreuzen, baugeschichtlich, hausgeschichtlich und ortsgeschichtlich von Bedeutung | 08991989 |

## Königswalde
| Bild                                    | Bezeichnung                            | Lage    | Datierung                                               | Beschreibung | ID       |
| --------------------------------------- | -------------------------------------- | ------- | ------------------------------------------------------- | --- | -------- |
| Direkt Bild zu diesem Denkmal hochladen | Straßenbrücke über eine Eisenbahnlinie | (Karte) | um 1872 (Straßenbrücke)                                 | Hufeisenbogen, baugeschichtlich von Bedeutung | 08951373 |
| Direkt Bild zu diesem Denkmal hochladen | Straßenbrücke                          | (Karte) | bezeichnet 1902 (Straßenbrücke)                         | Haustein-Bogenbrücke, baugeschichtlich von Bedeutung | 09269226 |
| Direkt Bild zu diesem Denkmal hochladen | Karussell                              | (Karte) | 1960er Jahre (Karussell)                                | technikgeschichtlich von Bedeutung | 08951397 |
| Direkt Bild zu diesem Denkmal hochladen | Thielefabrik                           | (Karte) | 1909 (Wasserturbine); 2. Hälfte 19. Jahrhundert (Mühle) | Fabrikgebäude mit angrenzendem Wohngebäude, technische Ausstattung (zwei Turbinen) und Mühlgraben eines Mühlenanwesens; baugeschichtliche und ortsgeschichtliche Bedeutung, technisches Denkmal | 09269232 |
| Direkt Bild zu diesem Denkmal hochladen | Straßenbrücke über den Pöhlbach        | (Karte) | 19. Jahrhundert (Straßenbrücke)                         | Bruchstein-Bogenbrücke, baugeschichtlich und verkehrsgeschichtlich von Bedeutung | 09269239 |
|                                         | Wasserwerk Annaberg                    | (Karte) | 1888/1889 (Wasserwerk)                                  | Wasserwerk mit Turbine, Graben, Maschinenhaus und Hebewerk; markanter Putzbau mit Mansarddach, baugeschichtlich und technikgeschichtlich von Bedeutung                                          | 09269227 |
| Direkt Bild zu diesem Denkmal hochladen | Trafohaus                              | (Karte) | vermutlich 1920er Jahre (Transformatorenstation)        | Gebäude aus Granitmauerwerk mit Satteldach, Zeugnis für Elektrifizierung des Ortes, technikgeschichtlich von Bedeutung                                                                          | 09286243 |
| Direkt Bild zu diesem Denkmal hochladen | Pügnermühle                            | (Karte) | nachrichtlich ab 1617 (Müllerwohnhaus)                  | Mühlengebäude und Pflasterung; Mühle mit Wappen, besondere baugeschichtliche und ortsgeschichtliche Bedeutung                                                                                   | 09269257 |
| Weitere Bilder                          | Oberer Bahnhof                         | (Karte) | um 1872 (Personenbahnhof); 1906 (Empfangsgebäude)       | Bahnhofsgebäude; mit Anlehnung an den Schweizerstil, verschiefert, verkehrsgeschichtliche Bedeutung                                                                                             | 08951267 |

## Lauter-Bernsbach, Stadt
| Bild                                    | Bezeichnung                                                           | Lage              | Datierung                                            | Beschreibung | ID       |
| --------------------------------------- | --------------------------------------------------------------------- | ----------------- | ---------------------------------------------------- | --- | -------- |
| Direkt Bild zu diesem Denkmal hochladen | Blech-Lackierwaren-Fabrik Scherfig & Vieweg (ehem.)                   | Bernsbach (Karte) | nach 1900 (Fabrik)                                   | Zwei Produktionsgebäude (mit verbindenden Anbauten) einer ehemaligen Blechwarenfabrik; Putzbauten mit Ziegelgliederung, bauhistorisch und ortsgeschichtlich von Bedeutung | 09235677 |
| Direkt Bild zu diesem Denkmal hochladen | Wohnhaus eines Bauernhofes, mit Fabrikanbau und Stützmauer zur Straße | Bernsbach (Karte) | 18. Jahrhundert (Bauernhaus); um 1900 (Fabrik-Anbau) | Wohnhaus Obergeschoss Fachwerk verkleidet, Fabrikgebäude Putzfassade mit Ziegelgliederung, weitgehend original erhaltene, jeweils zeittypische Baukörper in ortsbildprägender erhöhter Lage, Teil einer sich an der Straße staffelnden Hausgruppe und der alten Dorfstruktur, gutes Beispiel für eine erste bauliche Erweiterung einer expandierenden häuslichen Metallwarenfabrikation, bauhistorisch und ortsgeschichtlich von Bedeutung                                                                     | 09238525 |
| Direkt Bild zu diesem Denkmal hochladen | Bahnhof Bernsbach                                                     | Bernsbach (Karte) | 1900 (Empfangsgebäude)                               | Empfangsgebäude und Toilettenhäuschen eines ehemaligen Bahnhofs; in originalem Erscheinungsbild erhaltene zeit- und zwecktypische Klinkerbauten, nahezu letzte bauliche Hinweise auf den ehemaligen Bahnanschluss des Ortes, hoher Erinnerungswert, ortshistorisch und bahngeschichtlich von Bedeutung | 09238553 |
| Direkt Bild zu diesem Denkmal hochladen | Gaswerk Bernsbach                                                     | Bernsbach (Karte) | bezeichnet 1907 (Gaswerk)                            | Ehemaliges Gaswerk (mit zwei Hausnummern); Klinkerfassade, zeittypischer öffentlicher Zweckbau in weitgehend originalem Erscheinungsbild, von 1913 bis 1919 befand sich hier auch eine öffentliche Badeanstalt, bauhistorisch und ortsgeschichtlich von Bedeutung | 09238546 |
| Direkt Bild zu diesem Denkmal hochladen | Gottes Geschick und Gottes Glück-Stolln                               | Lauter (Karte)    | 17. Jahrhundert (Bergbauanlage)                      | Bergbauliche Anlage mit Einsturztrichter, Bingen, Halden und Maßenstein; Zeugnis des historischen Erzbergbaus der Region, ortshistorisch und bergbaugeschichtlich von Bedeutung | 09238618 |
| Direkt Bild zu diesem Denkmal hochladen | St. Margarethaund St. Georg-Grubenfeld                                | Lauter (Karte)    | 17. Jahrhundert (Bergbauanlage)                      | Bergbauliche Anlage mit allen erhaltenen Teilen wie Hauptschacht, Schürfgräben, Trichter, Halden und Maßensteinen; Zeugnis des historischen Erzbergbaus der Region, ortshistorisch und bergbaugeschichtlich von Bedeutung | 09238617 |
| Direkt Bild zu diesem Denkmal hochladen | Wasserkraftwerk Hakenkrümme                                           | Lauter (Karte)    | 1924–1925 (Wehr)                                     | Wehranlage mit Einlaufbauwerk, zugehörigen Schützen, Wasserstollen, Wasserschloss mit Überlauf und Abzugsgraben sowie Düker; Weiterführung des Leitungssystems zum Kraftwerk Hakenkrümme auf dem Stadtgebiet von Aue, bedeutendes Zeugnis für die Elektrizitätsversorgung Aues, Ensemble in gutem Originalzustand, als Wasserfassung für den ersten staatlichen Wasserkraftwerksbau von großer technikgeschichtlicher und baugeschichtlicher Bedeutung, zudem in der Schwarzwasser-Flussaue landschaftsprägend | 09305340 |
| Direkt Bild zu diesem Denkmal hochladen | Brücke Schwarzwasser; Eisenbahnstrecke Schwarzenberg – Zwickau        | Lauter (Karte)    | 1884 (Eisenbahnbrücke)                               | Eisenbahnbrücke über Schwarzwasser und Düker des Wasserkraftwerks Hakenkrümme (mitsamt Widerlagern und angrenzenden Befestigungs- bzw. Uferstützmauern); auf gekrümmtem Grundriss, von eisenbahngeschichtlicher und baugeschichtlicher Bedeutung | 09305377 |
| Direkt Bild zu diesem Denkmal hochladen | Kursächsische Postmeilensäulen (Sachgesamtheit)                       | Lauter (Karte)    | bezeichnet 1724 (Ganzmeilensäule)                    | Postmeilensäule; Kopie einer Distanzsäule, ortshistorische und verkehrshistorische Bedeutung | 09238590 |
| Direkt Bild zu diesem Denkmal hochladen | Wohnhaus und drei Trinkwasserhochbehälter                             | Lauter (Karte)    | Anfang 1950er Jahre (Wohnhaus)                       | authentisch erhaltener Komplex als Zeugnis der regionalen Wasserversorgung, technikgeschichtliche Bedeutung | 09238616 |
| Direkt Bild zu diesem Denkmal hochladen | Wasserhaus                                                            | Lauter (Karte)    | 1930er Jahre (Wasserstube)                           | authentisch erhaltener kleiner Zweckbau, Zeugnis der örtlichen Wasserversorgung, ortsgeschichtlich von Bedeutung | 09238595 |
| Direkt Bild zu diesem Denkmal hochladen | Maschinenfabrik Gebr. Götz (ehem.)                                    | Lauter (Karte)    | 2. Hälfte 19. Jahrhundert und später (Fabrikgebäude) | Ehemalige Maschinenfabrik mit Verwaltungsgebäude, Werkhallen und talseitigem Fabrikanbau; überwiegend Klinkerbauten, im Kontext mit der ehemaligen gegenüberliegenden Fabrikantenvilla stehend, ortshistorisch und baugeschichtlich relevanter Fabrikbau (ursprünglich Herstellung von Blechbearbeitungsmaschinen) | 09238583 |

## Lößnitz, Stadt
| Bild                                    | Bezeichnung | Lage                | Datierung                                                                   | Beschreibung | ID       |
| --------------------------------------- | --- | ------------------- | --------------------------------------------------------------------------- | --- | -------- |
| Direkt Bild zu diesem Denkmal hochladen | Sachgesamtheit Königlich-Sächsische Triangulierung („Europäische Gradmessung im Königreich Sachsen“); Station 127 Katzenstein | Affalter (Karte)    | bezeichnet 1864 (II. Ordnung)                                               | Triangulationssäule; Station 2. Ordnung, bedeutendes Zeugnis der Geodäsie des 19. Jahrhunderts, vermessungsgeschichtlich von Bedeutung | 09305063 |
| Direkt Bild zu diesem Denkmal hochladen | Strumpffabrik Bruno Neukirchner (ehem.)                                                                                       | Affalter (Karte)    | 1907 (Fabrikgebäude)                                                        | Fabrikgebäude mit Einfriedung; im Ortsteil singuläres Zeugnis der Industrialisierung nach 1900, Putzbau mit straffer Lisenengliederung, architektonisch anspruchsvolle Fassade, baugeschichtlich, ortsgeschichtlich und industriegeschichtlich von Bedeutung | 08957700 |
| Direkt Bild zu diesem Denkmal hochladen | Bergverwalterhaus | Affalter (Karte)    | um 1870 (Verwaltungsgebäude)                                                | stattlicher Baukörper mit baugeschichtlicher und ortsgeschichtlicher Bedeutung | 08957715 |
| Weitere Bilder                          | Fuchsbrunnbrücke | Dittersdorf (Karte) | 1898–1899 (Dokumentation des Landratsamtes Aue-Sch)                         | Eisenbahnbrücke (siehe auch Zwönitz, Stadt, OT Kühnhaide – Obj. 09238319); verkehrshistorische und baugeschichtlichingenieurtechnische Bedeutung, einzig erhaltener von ehemals 7 Viadukten der Bahnstrecke Lößnitz–Scheibenberg | 09305272 |
| Weitere Bilder                          | Schieferloch | Dittersdorf (Karte) | ab 1856 (Steinbruch)                                                        | Steinbruch; als ehemalige Förderstätte des Lößnitzer Schiefers und durch spätere Verwendung als Naturtheater von technikgeschichtlicher und ortsgeschichtlicher Relevanz | 08957601 |
| Direkt Bild zu diesem Denkmal hochladen | Steinbogenbrücke mit anstoßender Uferbefestigung                                                                              | Dittersdorf (Karte) | 19. Jahrhundert (Straßenbrücke)                                             | einfache Überbrückung von verkehrsgeschichtlicher Bedeutung | 08957691 |
| Weitere Bilder                          | Dittersdorfer Viadukt | Dittersdorf (Karte) | um 1895 (Viadukt)                                                           | Eisenbahnviadukt mit Hangmauer; vierbogige Bruchsteinmauerwerkbrücke der Bahnlinie Chemnitz–Adorf, eisenbahngeschichtlich, ortsgeschichtlich, ortsbildprägend und technikgeschichtlich von Bedeutung | 08957688 |
| Weitere Bilder                          | Eisenbahnbrücke mit Hangbefestigung                                                                                           | Dittersdorf (Karte) | um 1895 (Eisenbahnbrücke)                                                   | Stahlträgerbrücke der Bahnlinie Chemnitz–Adorf mit Auflagern und Hangbefestigung, eisenbahngeschichtlich und technikgeschichtlich von Bedeutung | 08957689 |
| Weitere Bilder                          | Stahlträgerbrücke der Eisenbahnlinie Chemnitz–Adorf                                                                           | Dittersdorf (Karte) | um 1895 (Eisenbahnbrücke)                                                   | eisenbahngeschichtlich und technikgeschichtlich von Bedeutung | 08957695 |
| Direkt Bild zu diesem Denkmal hochladen | Bergbaumonumente Lößnitz (Sachgesamtheit); Reichenbachstolln                                                                  | Lößnitz (Karte)     | bezeichnet 1857 (Stollen)                                                   | Einzeldenkmale der Sachgesamtheit Bergbaumonumente Lößnitz: Stollnmundloch mit anschließendem Stollen einer Fundstätte (siehe Sachgesamtheitsliste – Obj. 09302241); bergbaugeschichtlich, ortsgeschichtlich und technikgeschichtlich von Bedeutung | 08957723 |
| Direkt Bild zu diesem Denkmal hochladen | Bergbaumonumente Lößnitz (Sachgesamtheit); Kuttenhaus; Pulverhaus; Reichenbacher Erbstolln                                    | Lößnitz (Karte)     | bezeichnet 1838 (Stollen); Rekonstruktion 1997 (Pulverhaus)                 | Einzeldenkmale der Sachgesamtheit Bergbaumonumente Lößnitz: Stollenmundloch, Fundamentreste eines ehemaligen Huthauses mit Radstube und Wasserkanal sowie ein rekonstruiertes Lagerhaus für Sprengmittel (siehe Sachgesamtheitsliste gleiche Anschrift – Obj. 09302241); Zeugnisse des Altbergbaus, bergbaugeschichtlich, ortsgeschichtlich und technikgeschichtlich von Bedeutung | 08957738 |
| Direkt Bild zu diesem Denkmal hochladen | C.G. Wagner, mechanische Weberei                                                                                              | Lößnitz (Karte)     | um 1905 (Weberei)                                                           | Verwaltungsgebäude, Produktionshalle und Kesselhaus einer Fabrik; im Ort singuläres Zeugnis von qualitätvoller Industriearchitektur im Jugendstil, baukünstlerischer, ortsbildprägender und technikgeschichtlich von Bedeutung | 08957664 |
| Direkt Bild zu diesem Denkmal hochladen | Wismut-Erkundungsschacht (Sachgesamtheit)                                                                                     | Lößnitz (Karte)     | um 1950 (Bergbauanlage)                                                     | Einzeldenkmale der Sachgesamtheit Wismut-Erkundungsschacht: Förderturmfundamente, Schachttrichter, Fundamente eines Nebengebäudes und Abraumhalde eines ehemaligen Wismut-Erkundungsschachtes (siehe Sachgesamtheitsliste gleiche Anschrift – Obj. 09302240); Zeugnis der jüngsten Bergbaugeschichte, bergbaugeschichtlich, ortsgeschichtlich und technikgeschichtlich von Bedeutung | 08957728 |
| Direkt Bild zu diesem Denkmal hochladen | Wismut-Erkundungsschacht (Sachgesamtheit); Schacht 315                                                                        | Lößnitz (Karte)     | um 1955 (Halde)                                                             | Einzeldenkmal der Sachgesamtheit Wismut-Erkundungsschacht: Abraumhalde als einzig erhaltener Rest eines ehemaligen Wismut-Erkundungsschachtes (siehe Sachgesamtheitsliste gleiche Anschrift – Obj. 09302240); Zeugnis der jüngsten Bergbaugeschichte; bergbaugeschichtlich, ortsgeschichtlich und technikgeschichtlich von Bedeutung | 08957729 |
| Direkt Bild zu diesem Denkmal hochladen | Wismut-Erkundungsschacht (Sachgesamtheit)                                                                                     | Lößnitz (Karte)     | um 1950 (Bergbauanlage)                                                     | Sachgesamtheit Wismut-Erkundungsschacht mit den Einzeldenkmalen: Förderturmfundamente, Schachttrichter, Fundamente eines Nebengebäudes und Abraumhalde (siehe Einzeldenkmalliste, gleiche Anschrift, Obj. 08957728) sowie einer weiteren Abraumhalde als einzig erhaltener Rest eines ehemaligen Wismut-Erkundungsschachtes (siehe Einzeldenkmalliste gleiche Anschrift – Obj. 08957729); Zeugnis der jüngsten Bergbaugeschichte, bergbaugeschichtlich, ortsgeschichtlich und technikgeschichtlich von Bedeutung | 09302240 |
| Direkt Bild zu diesem Denkmal hochladen | Wohnmühlenhaus und Seitengebäude eines Mühlenanwesens sowie Reste von Wasserbau und Technik                                   | Lößnitz (Karte)     | um 1848 (Mühle)                                                             | baugeschichtlich und ortsgeschichtlich von Bedeutung | 08957683 |
| Direkt Bild zu diesem Denkmal hochladen | Fabrik mit ehemaligem Verwaltungskopfbau (heute Wohnhaus) und Einfriedung                                                     | Lößnitz (Karte)     | bezeichnet 1907 (Verwaltungsgebäude)                                        | repräsentatives Zeugnis spätgründerzeitlicher Industriearchitektur mit ortsbildprägender und baugeschichtlicher Qualität. | 08957634 |
| Direkt Bild zu diesem Denkmal hochladen | Bergbaumonumente Lößnitz (Sachgesamtheit); Bernhardt-Stolln                                                                   | Lößnitz (Karte)     | bezeichnet 1841 (Stollen)                                                   | Einzeldenkmal der Sachgesamtheit Bergbaumonumente Lößnitz: Stollenmundloch und 188 m langer Stollen einer Arsenkies-, Blei- und Feinsilberfundstätte (siehe Sachgesamtheitsliste – Obj. 09302241, Bärengrund); Zeugnis des Altbergbaus mit technikgeschichtlicher und ortsgeschichtlicher Bedeutung | 08957740 |
| Direkt Bild zu diesem Denkmal hochladen | Bergbaumonumente Lößnitz (Sachgesamtheit); Frisch-Glück-Fundgrube                                                             | Lößnitz (Karte)     | 18. Jahrhundert (Mundloch)                                                  | Einzeldenkmal der Sachgesamtheit Bergbaumonumente Lößnitz: Doppelmundloch und Halde einer Erzfundstätte (siehe Sachgesamtheitsliste – Obj. 09302241, Bärengrund); Zeugnis des Altbergbaus mit technikgeschichtlicher und ortsgeschichtlicher Bedeutung | 08957727 |
|                                         | Bergbaumonumente Lößnitz (Sachgesamtheit); Kuttenteich                                                                        | Lößnitz (Karte)     | 18. Jahrhundert (Staudamm)                                                  | Einzeldenkmal der Sachgesamtheit Bergbaumonumente Lößnitz: Staudamm und Kunstteich zur Wasser- und Energieversorgung der historischen Förderstätten im Kuttenbachtal (siehe Sachgesamtheitsliste – Obj. 09302241, Bärengrund); wesentliches Zeugnis des Altbergbaus mit technikgeschichtlicher und ortsgeschichtlicher Bedeutung | 08957725 |
| Direkt Bild zu diesem Denkmal hochladen | Bergbaumonumente Lößnitz (Sachgesamtheit); König-David-Fundgrube; Rote Halde                                                  | Lößnitz (Karte)     | 1564 bis Ende 18. Jahrhundert (Halde)                                       | Einzeldenkmal der Sachgesamtheit Bergbaumonumente Lößnitz: Stollenmundloch, Binge und Abraumhalde einer ehemaligen Eisenvitriol-Fundgrube (siehe Sachgesamtheitsliste – Obj. 09302241, Bärengrund); wesentliches Zeugnis des Altbergbaus mit technikgeschichtlicher und ortsgeschichtlicher Bedeutung | 08957724 |
| Direkt Bild zu diesem Denkmal hochladen | Bergbaumonumente Lößnitz (Sachgesamtheit); Baunaer Stolln                                                                     | Lößnitz (Karte)     | 16. Jahrhundert bis 1841 (Halde)                                            | Einzeldenkmal der Sachgesamtheit Bergbaumonumente Lößnitz: Binge und davorliegende Abraumhalde einer der ältesten Erzfundstätten des Gemeindegebietes (siehe Sachgesamtheitsliste – Obj. 09302241, Bärengrund); bedeutendes Zeugnis des Altbergbaus mit technikgeschichtlicher und ortsgeschichtlicher Bedeutung | 08957726 |
| Direkt Bild zu diesem Denkmal hochladen | Dampfbrauerei Georg Schwartz (ehem.)                                                                                          | Lößnitz (Karte)     | 1912–1913 (Fabrikgebäude)                                                   | Fabrikgebäude einer ehemaligen Brauerei; zeittypischer Putzbau mit Gliederung durch Klinkerlisenen, baugeschichtlich und ortsbildprägend von Bedeutung | 08957626 |
| Direkt Bild zu diesem Denkmal hochladen | Konsum-Verein (ehem.) | Lößnitz (Karte)     | um 1880 (Wohnhaus); um 1895 (Fabrikgebäude); um 1800 (Hofeinfahrt/Torbogen) | Wohnhaus in geschlossener Bebauung, Torbogen/Hofeinfahrt und winkliges Fabrikgebäude; mächtiger Baukörper und seltenes Beispiel gründerzeitlicher Fabrikarchitektur im Stadtbild, baugeschichtlich und technikgeschichtlich von Bedeutung | 08957584 |
| Direkt Bild zu diesem Denkmal hochladen | Bergbaumonumente Lößnitz (Sachgesamtheit); Kommunstolln; Regina-Stolln                                                        | Lößnitz (Karte)     | 1856–1865 (Stollen)                                                         | Einzeldenkmal der Sachgesamtheit Bergbaumonumente Lößnitz: Stollen mit Mundloch zur Wasserversorgung der Stadt Lößnitz (siehe Sachgesamtheitsliste – Obj. 09302241, Bärengrund); Zeugnis des Altbergbaus mit technikgeschichtlicher und ortsgeschichtlicher Bedeutung | 08957722 |
| Direkt Bild zu diesem Denkmal hochladen | Blechformwerke Bernsbach | Lößnitz (Karte)     | um 1912 (Fabrikgebäude)                                                     | Fabrikgebäude; in traditionsverbundenem Heimatstil, baugeschichtlich und technikgeschichtlich von Bedeutung | 08957678 |
| Direkt Bild zu diesem Denkmal hochladen | Schrothmühle | Lößnitz (Karte)     | bezeichnet 1700 (Mühle); bezeichnet 1773 (Mühle)                            | Ehemalige Mühle; lang gestreckter Fachwerkbau mit steilem Satteldach, seltenes Zeugnis des ursprünglichen städtischen Handwerks, baugeschichtlich, hausgeschichtlich und technikgeschichtlich von Bedeutung | 08957625 |
| Direkt Bild zu diesem Denkmal hochladen | Weberei Reißmann (ehem.) | Lößnitz (Karte)     | um 1895 (Weberei)                                                           | Zwei Fabrikgebäude einer ehemaligen Weberei; zwei parallel zueinander stehende Gebäude, Zeugnis der industriellen Entwicklung von Lößnitz, baugeschichtlich, ortsgeschichtlich und technikgeschichtlich von Bedeutung | 08957624 |
| Direkt Bild zu diesem Denkmal hochladen | Unterer Bahnhof Lößnitz (Sachgesamtheit)                                                                                      | Lößnitz (Karte)     | um 1890 (Personenbahnhof)                                                   | Sachgesamtheit Unterer Bahnhof Lößnitz mit folgenden Einzeldenkmalen: zweiteiliges Bahnhofsgebäude mit mittiger Wartehalle, Güterschuppen, Nebengebäude und historische Signalanlagen der Bahnstation (siehe Einzeldenkmalliste – Obj. 08957680); weitgehend authentisch erhaltene Typenbauten, eisenbahngeschichtlich, ortsgeschichtlich und technikgeschichtlich von Bedeutung | 09302320 |
| Direkt Bild zu diesem Denkmal hochladen | Unterer Bahnhof Lößnitz (Sachgesamtheit)                                                                                      | Lößnitz (Karte)     | 1899 (Empfangsgebäude)                                                      | Einzeldenkmale der Sachgesamtheit Unterer Bahnhof Lößnitz: zweiteiliges Bahnhofsgebäude mit mittiger Wartehalle, Güterschuppen, Nebengebäude und historische Signalanlagen der Bahnstation (siehe Sachgesamtheitsliste – Obj. 09302320); weitgehend authentisch erhaltene Typenbauten, eisenbahngeschichtlich, ortsgeschichtlich und technikgeschichtlich von Bedeutung | 08957680 |

## Lugau, Stadt
| Bild                                    | Bezeichnung                                         | Lage              | Datierung                                                                                                   | Beschreibung | ID       |
| --------------------------------------- | --------------------------------------------------- | ----------------- | --- | --- | -------- |
| Direkt Bild zu diesem Denkmal hochladen | Mühle Erlbach                                       | Erlbach-Kirchberg | um 1800 (Seitengebäude)                                                                                     | Wohnmühlenhaus und Seitengebäude (ehemals mit Oberlaube) einer ehemaligen Mühle; beide Gebäude Obergeschoss Fachwerk, baugeschichtlich und ortsgeschichtlich von Bedeutung | 09229557 |
| Direkt Bild zu diesem Denkmal hochladen | Schacht Neue Fundgrube; später Vertrauen-Schacht    | Lugau (Karte)     | 1903, lt. Auskunft (Schachtgebäude); 1856–1974 (Schacht)                                                    | Gebäude der Schachtanlage und Halde des ehemaligen Schachtes Neue Fundgrube, später Vertrauen-Schacht; eindrucksvolle und typische Gruppe oberirdischer Anlagen des Steinkohlenbergbaus im Lugau-Oelsnitzer-Revier, einer der ehemals den Höhenzug beherrschenden Schächte, bergbaugeschichtlich, regionalgeschichtlich und ortsgeschichtlich sowie landschaftsgestaltend von Bedeutung | 09209401 |
| Direkt Bild zu diesem Denkmal hochladen | Einigkeits-Schacht; später Baumwollspinnerei Facius | Lugau (Karte)     | 1856–1876 (Schachtgebäude)                                                                                  | Schachtgebäude und Schornstein des ehemaligen Einigkeits-Schachtes, später Baumwollspinnerei Facius; älteste, im Wesentlichen im originalen Erscheinungsbild erhaltene Schachtanlage der Region, mit seltenem, über quadratischen Grundriss errichtetem bauzeitlichem Schornstein, aus der Anfangszeit des Steinkohlebergbaus im Lugau-Oelsnitzer-Revier, in bildprägender zentraler Lage im Ort, hervorragendes bergbaugeschichtliches Zeugnis, zudem regionalgeschichtlich und ortsgeschichtlich von Bedeutung                                                                                        | 09209402 |
| Direkt Bild zu diesem Denkmal hochladen | Ehemalige Kokerei-Versuchsanlage, heute Turnhalle   | Lugau (Karte)     | 1923 lt. Bauakte (Fabrikgebäude)                                                                            | einprägsamer Baukörper in ortsbildprägender Lage, gutes Beispiel für eine Umnutzung historischer Substanz, baugeschichtlich, technikgeschichtlich und ortsgeschichtlich von Bedeutung | 09209366 |
| Direkt Bild zu diesem Denkmal hochladen | Hoffnung-Schacht                                    | Lugau (Karte)     | 1870–1931 (Halde)                                                                                           | Halde des ehemaligen Hoffnung-Schachtes; relativ kleine, doch weithin sichtbare Aufschüttung in freier und erhöhter Lage über das Hegebachtal, letztes Relikt dieses ehemals den Höhenzug mit beherrschenden Schachtes, Zeugnis des Steinkohlebergbaus im Lugau-Oelsnitzer-Revier, bergbaugeschichtlich, regionalgeschichtlich und ortsgeschichtlich sowie landschaftsgestaltend von Bedeutung | 09209409 |
| Direkt Bild zu diesem Denkmal hochladen | Wasserhäuschen                                      | Lugau (Karte)     | 1927 lt. Auskunft (Wasserhaus)                                                                              | in zeittypischen Formen gestalteter Zweckbau, stadttechnikgeschichtliche Bedeutung | 09209380 |
| Direkt Bild zu diesem Denkmal hochladen | Gottes-Segen-Schacht und Glückauf-Schacht           | Lugau (Karte)     | Gebäude um 1900 (Bergbauanlage); 1913 Anbau Mannschaftsbad, lt. Bauakte (Mannschaftsbad); nach 1856 (Halde) | Bergbauanlage mit Mannschaftsbad, Maschinenhalle und eingebauten Teilen der Fördertürme (Gottes-Segen-Schacht-Straße 57b), Pumpenhaus und Teich (Gottes-Segen-Schacht-Straße, neben Haus-Nr. 52) sowie Halde (Zechenstraße 48) der ehemaligen Doppelschachtanlage Gottes-Segen-Schacht und Glückauf-Schacht; bildprägendes Ensemble in relativ zentraler Lage, trotz Reduktion eindrucksvolle und typische Gruppe oberirdischer Anlagen des Steinkohlebergbaus in Lugau-Oelsnitzer-Revier, bergbaugeschichtlich, regionalgeschichtlich und ortsgeschichtlich sowie landschaftsgestaltend von Bedeutung, | 09209368 |
| Direkt Bild zu diesem Denkmal hochladen | Westphalia-Schacht; später Saxonia-Schacht          | Lugau (Karte)     | 1855–1876 (Halde)                                                                                           | Halde des ehemaligen Westphalia-Schachtes, später Saxonia-Schacht; relativ kleine, doch weithin sichtbare Aufschüttung in freier und erhöhter Lage, letzter direkter Hinweis auf die hier vorhanden gewesene Schachtanlage, Zeugnis des Steinkohlebergbaus im Lugau-Oelsnitzer-Revier, bergbaugeschichtlich, regionalgeschichtlich und ortsgeschichtlich sowie landschaftsgestaltend von Bedeutung | 09209406 |
| Direkt Bild zu diesem Denkmal hochladen | Meinertsche Spinnerei                               | Lugau             | 1812–1814 (Fabrikgebäude) 2016 abgerissen                                                                   | Ehemalige Spinnmühle; stattlicher Putzbau mit Ecksäulen und hohem Mansarddach, für die Textilverleger C. A. Meinert und J. C. Meinert errichtete Baumwollspinnerei, sehr frühes und authentisches Beispiel einer Spinnmühle, letztes im Raum um Chemnitz, im Äußeren original erhaltenes Beispiel für diesen Bautyp, bauhistorische und industriegeschichtliche Bedeutung | 09209390 |
| Direkt Bild zu diesem Denkmal hochladen | Carl-Schacht                                        | Lugau (Karte)     | 1852–1904 (Halde)                                                                                           | Halde des ehemaligen Carl-Schachtes; relativ hohe, zentral gelegene und durch Wege erschlossene Aufschüttung, nach 1900 teilweise schon abgetragenes Relikt des ältesten Lugauer Schachtes, Zeugnis des Steinkohlebergbaus im Lugau-Oelsnitzer Revier, bergbaugeschichtlich, regionalhistorisch und ortsgeschichtlich sowie landschaftsgestaltend von Bedeutung | 09209411 |
| Direkt Bild zu diesem Denkmal hochladen | Gottes-Segen-Schacht und Glückauf-Schacht           | Lugau (Karte)     | Gebäude um 1900 (Bergbauanlage); 1913 Anbau Mannschaftsbad, lt. Bauakte (Mannschaftsbad); nach 1856 (Halde) | Bergbauanlage mit Mannschaftsbad, Maschinenhalle und eingebauten Teilen der Fördertürme (Gottes-Segen-Schacht-Straße 57b), Pumpenhaus und Teich (Gottes-Segen-Schacht-Straße, neben Haus-Nr. 52) sowie Halde (Zechenstraße 48) der ehemaligen Doppelschachtanlage Gottes-Segen-Schacht und Glückauf-Schacht; bildprägendes Ensemble in relativ zentraler Lage, trotz Reduktion eindrucksvolle und typische Gruppe oberirdischer Anlagen des Steinkohlebergbaus in Lugau-Oelsnitzer-Revier, bergbaugeschichtlich, regionalgeschichtlich und ortsgeschichtlich sowie landschaftsgestaltend von Bedeutung, | 09209368 |
| Direkt Bild zu diesem Denkmal hochladen | Bahnhof Ursprung                                    | Ursprung (Karte)  | 1910 (Wartehalle)                                                                                           | Ehemalige Wartehalle, Abtritt, sowie fünf Lichtmasten eines Bahnhofs; Gleiskörper und Schienen (im Bereich der 113 m langen Bahnsteigkante), verkehrshistorische Bedeutung | 09229273 |

## Marienberg, Stadt
| Bild                                    | Bezeichnung | Lage                      | Datierung                                                        | Beschreibung | ID       |
| --------------------------------------- | --- | ------------------------- | ---------------------------------------------------------------- | --- | -------- |
| Direkt Bild zu diesem Denkmal hochladen | Alte Schmiede; heute Heimatstube Ansprung                                                                                             | Ansprung                  | 19. Jahrhundert (Schmiede)                                       | Schmiede mit original erhaltener Ausstattung; technikgeschichtliche und ortshistorische Bedeutung | 09207622 |
| Direkt Bild zu diesem Denkmal hochladen | Hut- und Treibehaus Einhorn (ehem.); Einhorn-Fundgrube                                                                                | Gebirge (Karte)           | zwischen 1774 und 1778 (Huthaus); 1775/1777 (Kunstgraben)        | Ehemaliges Hut- und Treibehaus der Einhorn-Fundgrube auf flacher Halde sowie Reste des Einhorn Zeuggrabens; als letzte Zeugnisse des bedeutenden Marienberger Zinnerzbergbaus am Martersberg von bergbaugeschichtlicher, ortsgeschichtlicher und baugeschichtlicher Bedeutung | 08956124 |
| Direkt Bild zu diesem Denkmal hochladen | Speichenfabrik Seifert; Schüller (ehem.), Puritas (ehem.)                                                                             | Gelobtland (Karte)        | 1898 (Fabrik)                                                    | Ehemalige Speichenfabrik (mit Maschinenausstattung, Turbine und Antrieben/Transmissionen und Werkstatteinrichtungen beider Produktionszweige –Speichenherstellung und Puritas-Möbelbalsam) sowie ehemaliges Metalllagergebäude, Mühlgraben mit Teich und Gartenhaus; bemerkenswerte, vollständig erhaltene Produktionsanlage von technik- und baugeschichtlicher Bedeutung | 09248124 |
| Direkt Bild zu diesem Denkmal hochladen | Bahnhof Marienberg-Gelobtland | Gelobtland (Karte)        | 1875 (Empfangsgebäude)                                           | Bahnhofsgebäude; Bahnhofsgebäude im Rundbogenstil des 19. Jahrhunderts, baugeschichtliche und eisenbahngeschichtliche Bedeutung, außerdem historisches Zeugnis der VVN | 08956116 |
| Direkt Bild zu diesem Denkmal hochladen | Tiefer-Blühend-Glück-Stolln | Hinterer Grund (Karte)    | 1855–1886 (Stollen); bezeichnet „Tiefer B.G.St. 1856“ (Mundloch) | Stolln und Mundloch des Tiefer-Blühend-Glück-Stollns; bergbaugeschichtliche und ortshistorische Bedeutung | 09207918 |
|                                         | Huthaus der Grube Zum Roten Mann | Hinterer Grund (Karte)    | 1886 (Huthaus)                                                   | Ehemaliges Huthaus, jetzt Wohnhaus; bergbau- und ortshistorische Bedeutung, ortsbildprägend | 09207919 |
|                                         | Huthaus Grube Parisloch | Hinterer Grund (Karte)    | zwischen 1628 und 1713 (Huthaus)                                 | Ehemaliges Huthaus, jetzt Wohnhaus; orts- und bergbauhistorische Bedeutung | 09207916 |
|                                         | Huthaus Grube Geselle Gottes | Hinterer Grund (Karte)    | wohl 18. Jahrhundert (Huthaus)                                   | Ehemaliges Huthaus, jetzt Wohnhaus; bergbauhistorische und ortshistorische Bedeutung | 09207915 |
| Direkt Bild zu diesem Denkmal hochladen | Straßenbrücke über den Schlettenbach                                                                                                  | Hüttengrund (Karte)       | 19. Jahrhundert (Straßenbrücke)                                  | Steinbogenbrücke mit seitlicher Uferbefestigung aus Bruchstein, baugeschichtlich von Bedeutung | 08956126 |
| Direkt Bild zu diesem Denkmal hochladen | Straßenbrücke über den Schlettenbach                                                                                                  | Hüttengrund (Karte)       | 19. Jahrhundert (Straßenbrücke)                                  | Steinbogenbrücke mit seitlicher Uferbefestigung aus Bruchstein, baugeschichtlich von Bedeutung | 08956125 |
| Direkt Bild zu diesem Denkmal hochladen | Gläser-Stolln | Hüttengrund (Karte)       | 1532, Ersterwähnung, vmtl. älter (Mundloch)                      | Mundloch; ortsgeschichtlich und bergbaugeschichtlich von Bedeutung | 08956107 |
| Direkt Bild zu diesem Denkmal hochladen | Reitzenhainer Kunst- und Zeuggraben (Sachgesamtheit)                                                                                  | Kühnhaide (Karte)         | 1551 (Kunstgraben)                                               | Einzeldenkmal der Sachgesamtheit Reitzenhainer Kunst- und Zeuggraben: Zeuggraben als Wasserzuführungsgraben für die Kunstgezeuge in Lauta, Abschnitt OT Kühnhaide (siehe auch Sachgesamtheitsliste, OT Kühnhaide, ohne Anschrift – Obj. 09305557); bergbauhistorische Bedeutung (siehe auch Gemarkung Reitzenhain und Gemarkung Marienberg) | 08956368 |
| Direkt Bild zu diesem Denkmal hochladen | Reitzenhainer Kunst- und Zeuggraben (Sachgesamtheit)                                                                                  | Kühnhaide (Karte)         | 1551 (Kunstgraben)                                               | Sachgesamtheitsbestandteil der Sachgesamtheit Reitzenhainer Kunst- und Zeuggraben, Abschnitt OT Kühnhaide mit dem Einzeldenkmal: Zeuggraben als Wasserzuführungsgraben für die Kunstgezeuge in Lauta (siehe Einzeldenkmalliste – Obj. 08956368, siehe auch Sachgesamtheitsliste, OT Marienberg, ohne Anschrift – Obj. 09305555); bergbauhistorische Bedeutung | 09305557 |
| Direkt Bild zu diesem Denkmal hochladen | Elisabeth-Flachen | Lauta (Karte)             | 1532–1550 (Halde)                                                | Gang und Bergbauhalden; orts- und bergbaugeschichtlich von Bedeutung | 08956000 |
| Direkt Bild zu diesem Denkmal hochladen | Bauer-Morgen-Gang (Sachgesamtheit); Rudolf-Schacht                                                                                    | Lauta (Karte)             | 1532–1550 (Halde)                                                | Einzeldenkmal der Sachgesamtheit Bauer-Morgen-Gang (Fortsetzung des Haldenzuges auf Lauterbacher Flur): Schacht und 16 Bergbauhalden (siehe auch Sachgesamtheitsliste, OT Lauta – Obj. 09305633); von orts- und bergbauhistorischer Bedeutung | 08956024 |
| Direkt Bild zu diesem Denkmal hochladen | Bauer-Morgen-Gang (Sachgesamtheit) | Lauta (Karte)             | 1532–1550 (Bergbauanlage)                                        | Sachgesamtheit Bauer-Morgen-Gang mit Schacht und 16 Bergbauhalden auf Lautaer und Lauterbacher Flur, davon im OT Lauta die Einzeldenkmale: Schacht und Bergbauhalden (siehe Einzeldenkmalliste – Obj. 08956024), und im OT Lauterbach der Sachgesamtheitsbestandteil mit der Fortsetzung des Haldenzuges (siehe Sachgesamtheitsliste, OT Lauterbach – Obj. 09305634); von orts- und bergbauhistorischer Bedeutung | 09305633 |
| Direkt Bild zu diesem Denkmal hochladen | Bauer-Morgen-Gang (Sachgesamtheit) | Lauterbach (Karte)        | 1521–1538 (Bergbauanlagenteil)                                   | Sachgesamtheitsbestandteil der Sachgesamtheit Bauer-Morgen-Gang im OT Lauterbach (Fortsetzung des Haldenzuges auf Lautaer Flur) mit dem Einzeldenkmal: Gang und Bergbauhalden (siehe Einzeldenkmalliste, OT Lauterbach – Obj. 08956054, siehe auch Sachgesamtheitsliste, OT Lauta – Obj. 09305633); orts- und bergbauhistorische Bedeutung | 09305634 |
| Weitere Bilder                          | Sachgesamtheit Königlich-Sächsische Triangulierung („Europäische Gradmessung im Königreich Sachsen“); Station 86 Lauterbacher Knochen | Lauterbach (Karte)        | bezeichnet 1865 (Triangulationsstein)                            | Triangulationssäule; Station 2. Ordnung, bedeutendes Zeugnis der Geodäsie des 19. Jahrhunderts, vermessungsgeschichtlich von Bedeutung | 08956130 |
| Direkt Bild zu diesem Denkmal hochladen | Bauer-Morgen-Gang (Sachgesamtheit) | Lauterbach (Karte)        | 1521–1538 (Halde)                                                | Einzeldenkmal der Sachgesamtheit Bauer-Morgen-Gang: Gang und Bergbauhalden (Fortsetzung des Haldenzuges auf Lautaer Flur); orts- und bergbauhistorische Bedeutung | 08956054 |
| Direkt Bild zu diesem Denkmal hochladen | Fabian-Sebastian-Morgen-Gang | Lauterbach (Karte)        | 1521–1538 (Halde)                                                | Gang und Bergbauhalden; orts- und bergbauhistorische Bedeutung | 08956145 |
| Direkt Bild zu diesem Denkmal hochladen | Historische Handdruckspritze | Lauterbach (Karte)        | 1862 (Feuerwehr)                                                 | technikgeschichtlich von Bedeutung | 08955967 |
| Direkt Bild zu diesem Denkmal hochladen | Kilometerstein | Marienberg (Karte)        | 2. Hälfte 19. Jahrhundert (Kilometerstein)                       | Beschriftung, verkehrsgeschichtlich von Bedeutung | 08956118 |
| Direkt Bild zu diesem Denkmal hochladen | Königlich-Sächsische Meilensteine (Sachgesamtheit)                                                                                    | Marienberg (Karte)        | um 1860 (Ganzmeilenstein); um 1900 (Kilometerstein)              | Meilenstein; zum Kilometerstein umgearbeitet, mit Inschriften, verkehrshistorische Bedeutung | 08956386 |
| Direkt Bild zu diesem Denkmal hochladen | Reitzenhainer Kunst- und Zeuggraben (Sachgesamtheit)                                                                                  | Marienberg (Karte)        | 1551 (Kunstgraben)                                               | Einzeldenkmal der Sachgesamtheit Reitzenhainer Kunst- und Zeuggraben: Zeuggraben als Wasserzuführungsgraben für die Kunstgezeuge in Lauta, Abschnitt Marienberg (siehe auch Sachgesamtheitsliste, OT Marienberg, ohne Anschrift – Obj. 09305555); bergbauhistorische Bedeutung (siehe auch Gemarkung Reitzenhain und Gemarkung Kühnhaide) | 08956385 |
| Direkt Bild zu diesem Denkmal hochladen | Kursächsische Postmeilensäulen (Sachgesamtheit)                                                                                       | Marienberg (Karte)        | bezeichnet 1724 (Viertelmeilenstein)                             | Postmeilensäule; Rest eines Viertelmeilensteins, verkehrsgeschichtlich von Bedeutung | 08956123 |
| Direkt Bild zu diesem Denkmal hochladen | Reitzenhainer Kunst- und Zeuggraben (Sachgesamtheit)                                                                                  | Marienberg (Karte)        | 1551 (Kunstgraben)                                               | Sachgesamtheit Reitzenhainer Kunst- und Zeuggraben: Zeuggraben als Wasserzuführungsgraben für die Kunstgezeuge in Lauta, bestehend aus drei Abschnitten in den Gemarkungen Marienberg, Kühnhaide und Reitzenhain, der Abschnitt Marienberg als Einzeldenkmal (siehe Einzeldenkmalliste, OT Marienberg, ohne Anschrift – Obj. 08956385), die Abschnitte Kühnhaide und Reitzenhain als Sachgesamtheitsbestandteile (siehe Sachgesamtheitsliste, OT Kühnhaide, ohne Anschrift – Obj. 09305557 und OT Reitzenhain, ohne Anschrift – Obj. 09305556); Anlage von bergbauhistorischer Bedeutung | 09305555 |
| Weitere Bilder                          | Bergmagazin Marienberg | Marienberg (Karte)        | 1806–1809 (Speicher)                                             | Ehemaliger Speicherbau; städtebaulich dominant, mit hohem Krüppelwalmdach und drei Reihen Hechtgaupen, von ortshistorischer und bergbauhistorischer Bedeutung | 08956058 |
| Direkt Bild zu diesem Denkmal hochladen | Elektrizitätswerk Knopffabrik Gebr. Baldauf (ehem.)                                                                                   | Marienberg (Karte)        | 1910 (Kraftwerk); 1910 (Verwaltungsgebäude)                      | Elektrizitätswerk; erstes Elektrizitätswerk der Stadt, erbaut von den Fabrikantenfamilie Baldauf, ortsgeschichtlich von Bedeutung, Industriebauten von Behrens’ AEG-Bau in Berlin beeinflusst, technisches Denkmal, besondere baugeschichtliche Bedeutung | 08955987 |
| Direkt Bild zu diesem Denkmal hochladen | Gaswerk (ehem.) | Marienberg (Karte)        | 1874 (Wohnhaus)                                                  | Wohn- oder Verwaltungsgebäude eines ehemaligen Gaswerkes; einer der letzten an das ehemalige Gaswerk erinnernden Bauten, von baugeschichtlichem ortsgeschichtlichem Wert | 08956053 |
| Weitere Bilder                          | Transformatorenturm | Marienberg (Karte)        | 1912 (Transformatorenstation)                                    | markanter Bruchsteinbau im Heimatstil, gegenüber dem Roten Turm der alten Stadtbefestigung, von städtebaulicher, baugeschichtlicher und technikgeschichtlicher Bedeutung | 09299713 |
| Weitere Bilder                          | Königlich-Sächsische Meilensteine (Sachgesamtheit)                                                                                    | Marienberg (Karte)        | um 1860 (Meilenstein)                                            | Meilenstein; versetzter und zum Kilometerstein umgearbeiteter Stationsstein, verkehrsgeschichtlich und ortshistorisch von Bedeutung | 08956042 |
| Weitere Bilder                          | Königlich-Sächsische Meilensteine (Sachgesamtheit)                                                                                    | Marienberg (Karte)        | ab 1858 (Meilenstein)                                            | Meilenstein; zum Kilometerstein umgearbeitet, verkehrsgeschichtlich von Bedeutung | 08956045 |
| Weitere Bilder                          | Königlich-Sächsische Meilensteine (Sachgesamtheit)                                                                                    | Marienberg (Karte)        | um 1860 (Stationsstein)                                          | Meilenstein; Stationsstein, verkehrsgeschichtlich und ortshistorisch von Bedeutung | 08956071 |
| Direkt Bild zu diesem Denkmal hochladen | Sägewerk (ehem.) | Marienberg (Karte)        | 1900 (Wohn- und Fabrikgebäude)                                   | Wohn- und Fabrikgebäude; vor allem ortshistorische Bedeutung | 08956044 |
| Weitere Bilder                          | Transformatorenturm | Marienberg (Karte)        | 1913–1914 (Transformatorenstation)                               | in angepasster Bauweise an die alte Stadtmauer angefügter Natursteinbau, von städtebaulicher, baugeschichtlicher und technikgeschichtlicher Bedeutung | 09299712 |
| Weitere Bilder                          | Kursächsische Postmeilensäulen (Sachgesamtheit)                                                                                       | Marienberg (Karte)        | bezeichnet 1727 (Postdistanzsäule)                               | Postmeilensäule; originale Distanzsäule, 100 m versetzt, eine der wenigen verbliebenen original erhaltenen Säulen, verkehrsgeschichtlich von Bedeutung | 08955962 |
| Direkt Bild zu diesem Denkmal hochladen | Schlossmühle | Niederlauterstein (Karte) | 1893 (Müllerwohnhaus)                                            | Wohnhaus eines Mühlenanwesens; historisierender Putzbau, Anklänge an den Schweizerstil, stattliches Wohnhaus des Mühlenbesitzers, ortshistorische Bedeutung | 08956075 |
| Direkt Bild zu diesem Denkmal hochladen | Ehemaliges Zechenhaus | Niederlauterstein (Karte) | 1. Hälfte 19. Jahrhundert (Huthaus)                              | Fachwerkgebäude, bergbaugeschichtliche Bedeutung | 08956127 |
| Direkt Bild zu diesem Denkmal hochladen | Grüner Graben | Pobershau (Karte)         | 1678–1680 (Kunstgraben)                                          | Kunstgraben für das Pobershauer Bergbaugebiet; bergbauhistorische Bedeutung | 09207935 |
| Direkt Bild zu diesem Denkmal hochladen | Gläserhalde | Pobershau (Karte)         | 17./18. Jahrhundert oder älter (Halde)                           | Haldenzug; bergbauhistorische Bedeutung | 09207936 |
| Direkt Bild zu diesem Denkmal hochladen | Molchner Spat Gang | Pobershau (Karte)         | 17./18. Jahrhundert oder älter (Halde)                           | Haldenzug; bergbauhistorische Bedeutung | 09207937 |
| Direkt Bild zu diesem Denkmal hochladen | Walfisch-Stolln | Pobershau (Karte)         | 17./18. Jahrhundert oder älter (Stollen)                         | Walfisch-Stollenanlage; orts- und bergbauhistorische Bedeutung | 09207933 |
| Direkt Bild zu diesem Denkmal hochladen | Walfisch-Stolln | Pobershau (Karte)         | 19. Jahrhundert (Mundloch)                                       | Mundloch und Stollenschachthalde; bergbau- und ortshistorische Bedeutung | 09207932 |
| Direkt Bild zu diesem Denkmal hochladen | Huthaus zu Ober-Neuhaus Sachsen | Pobershau (Karte)         | vor 1800, später verändert (Huthaus)                             | Ehemaliges Huthaus, jetzt Wohnhaus, sowie Mundloch; bergbau- und ortshistorische Bedeutung | 09207923 |
| Weitere Bilder                          | Schaubergwerk zum Molchner Stolln | Pobershau (Karte)         | 18. Jahrhundert (Huthaus); 1529 älteste Nennung (Stollen)        | Huthaus, Mundloch und Stollenanlage; ortsbildprägende und bergbauhistorische Bedeutung | 09207889 |
| Direkt Bild zu diesem Denkmal hochladen | Eisenbahnbrücke der Bahnlinie Reitzenhain–Flöha                                                                                       | Pobershau (Karte)         | 19. Jahrhundert (Eisenbahnbrücke)                                | dreibogige Steinbrücke von verkehrshistorischer und ortsbildprägender Bedeutung | 09207938 |
| Direkt Bild zu diesem Denkmal hochladen | Güldener-Esel-Stolln | Pobershau (Karte)         | 18. Jahrhundert (Stollen)                                        | Stollenanlage mit Mundloch und Rösche; bergbauhistorische Bedeutung | 09207903 |
| Direkt Bild zu diesem Denkmal hochladen | Huthaus der Fundgrube Goldener Löwe                                                                                                   | Pobershau (Karte)         | Ende 19. Jahrhundert (Bergbauanlagenteil)                        | Ehemaliges Huthaus, jetzt Wohnhaus; bergbau- und ortshistorische Bedeutung | 09207934 |
| Direkt Bild zu diesem Denkmal hochladen | Zinnfolienhammer | Pobershau (Karte)         | um 1800, evtl. älter (Hammerwerk)                                | Ehemaliges Hammergebäude, heute Wohnhaus; bergbauhistorische und ortshistorische Bedeutung | 09207924 |
| Direkt Bild zu diesem Denkmal hochladen | Huthaus Zur Christbescherung | Pobershau (Karte)         | 1. Hälfte 19. Jahrhundert (Huthaus)                              | Ehemaliges Huthaus, jetzt Wohnhaus; zeit- und landschaftstypischer Fachwerkbau, bergbauhistorische Bedeutung | 09207890 |
| Direkt Bild zu diesem Denkmal hochladen | Wohnhaus | Pobershau (Karte)         | 19. Jahrhundert (Huthaus)                                        | eingeschossiger Putzbau, Arbeiterwohnhaus zur Pochwäsche »Zinnerne Flasche«, bergbau- und ortshistorische Bedeutung | 09207921 |
| Direkt Bild zu diesem Denkmal hochladen | Holzwarenfabrik Oskar Böttcher (ehem.)                                                                                                | Pobershau (Karte)         | 2. Hälfte 19. Jahrhundert (Haupt- und Nebengebäude)              | Hauptgebäude (Ratsseite-Dorfstraße 112) und Nebengebäude (Ratsseite-Hauptstraße 1a, mit Uhr) sowie Schornstein einer ehemaligen Holzwarenfabrik; ortshistorische und ortsbildprägende Bedeutung | 09207900 |
| Direkt Bild zu diesem Denkmal hochladen | Holzwarenfabrik Oskar Böttcher (ehem.)                                                                                                | Pobershau (Karte)         | 2. Hälfte 19. Jahrhundert (Haupt- und Nebengebäude)              | Hauptgebäude (Ratsseite-Dorfstraße 112) und Nebengebäude (Ratsseite-Hauptstraße 1a, mit Uhr) sowie Schornstein einer ehemaligen Holzwarenfabrik; ortshistorische und ortsbildprägende Bedeutung | 09207900 |
| Direkt Bild zu diesem Denkmal hochladen | St. Michaelis Tage- und Förderschacht                                                                                                 | Pobershau (Karte)         | 18. Jahrhundert (Schacht)                                        | Schachtanlage; bergbau- und ortshistorische Bedeutung | 09207911 |
| Direkt Bild zu diesem Denkmal hochladen | Bergschmiede zu Ruppertus; später Gasthaus Grüne Linde                                                                                | Pobershau (Karte)         | um 1900, Kern z. T. älter (Bergschmiede)                         | Bergschmiede, später Gasthaus; Fachwerkgebäude, ortsbildprägende, ortshistorische und bergbauhistorische Bedeutung | 09207892 |
| Direkt Bild zu diesem Denkmal hochladen | Trafoturm | Pobershau (Karte)         | Anf. 20. Jh. (Transformatorenstation)                            | technikgeschichtliche Bedeutung | 09207907 |
| Direkt Bild zu diesem Denkmal hochladen | Huthaus zu St. Leonhard | Pobershau (Karte)         | 16. Jahrhundert, später stark verändert (Huthaus)                | Ehemaliges Huthaus, jetzt Wohnhaus; orts- und bergbauhistorische Bedeutung | 09207898 |
| Direkt Bild zu diesem Denkmal hochladen | Reitzenhainer Kunst- und Zeuggraben (Sachgesamtheit)                                                                                  | Reitzenhain (Karte)       | 1551 (Kunstgraben)                                               | Sachgesamtheitsbestandteil der Sachgesamtheit Reitzenhainer Kunst- und Zeuggraben, Abschnitt OT Reitzenhain mit dem Einzeldenkmal: Zeuggraben als Wasserzuführungsgraben für die Kunstgezeuge in Lauta (siehe Einzeldenkmalliste – Obj. 08956363, siehe auch Sachgesamtheitsliste, OT Marienberg, ohne Anschrift – Obj. 09305555); bergbauhistorische Bedeutung | 09305556 |
| Direkt Bild zu diesem Denkmal hochladen | Reitzenhainer Kunst- und Zeuggraben (Sachgesamtheit)                                                                                  | Reitzenhain (Karte)       | 1551 (Kunstgraben)                                               | Einzeldenkmal der Sachgesamtheit Reitzenhainer Kunst- und Zeuggraben: Zeuggraben als Wasserzuführungsgraben für die Kunstgezeuge in Lauta, Abschnitt Reitzenhain (siehe auch Sachgesamtheitsliste, OT Reitzenhain, ohne Anschrift – Obj. 09305556); bergbauhistorische Bedeutung (siehe auch Gemarkung Kühnhaide und Gemarkung Marienberg) | 08956363 |
| Direkt Bild zu diesem Denkmal hochladen | Bahnhof Reitzenhain | Reitzenhain (Karte)       | um 1900 (Bahnhof)                                                | Bahnhofsgebäude; zeittypischer Klinkerbau, einfache aber ortsbildprägende Gestaltung, von ortsgeschichtlicher und verkehrsgeschichtlicher Bedeutung | 09205531 |
| Direkt Bild zu diesem Denkmal hochladen | Königlich Weistaubner tiefer Erbstolln                                                                                                | Rittersberg (Karte)       | 17./18. Jahrhundert (Mundloch)                                   | Mundloch; bergbau- und ortshistorische Bedeutung | 09207939 |
| Direkt Bild zu diesem Denkmal hochladen | Wolfgang-Stolln | Rittersberg (Karte)       | bezeichnet 1883 (Sonnenuhr); 14./15. Jahrhundert (Mundloch)      | Sonnenuhr am Wohnhaus und Stollnmundloch hinter dem Wohnhaus; ortsgeschichtliche und bergbauhistorische Bedeutung | 09207941 |
| Direkt Bild zu diesem Denkmal hochladen | Wegestein | Rittersberg (Karte)       | 19. Jahrhundert (Wegestein)                                      | verkehrshistorische Bedeutung | 09207947 |
| Direkt Bild zu diesem Denkmal hochladen | Königlich-Sächsische Meilensteine (Sachgesamtheit)                                                                                    | Rübenau (Karte)           | nach 1858 (Meilenstein)                                          | Meilenstein, zum Kilometerstein umgearbeitet; ehemaliger Stationsstein in Grenznähe, verkehrsgeschichtlich von Bedeutung | 09205843 |
| Direkt Bild zu diesem Denkmal hochladen | Ehemaliges Sägewerk und Hammerwerk | Rübenau (Karte)           | 1. Hälfte 19. Jh (Sägewerk)                                      | imposanter, fast unveränderter Baukörper, technikgeschichtliche, ortshistorische und ortsbildprägende Bedeutung | 09205566 |
| Direkt Bild zu diesem Denkmal hochladen | Fabrikgebäude (mit Ausstattung) | Rübenau (Karte)           | Anfang 20. Jahrhundert (Fabrik)                                  | ehemalige Nagelfabrik mit der technischen Ausstattung (Wasserturbine, Transmission, Drehbänke), technikgeschichtlich und ortsgeschichtlich von Bedeutung | 09205567 |
| Weitere Bilder                          | Sachgesamtheit Königlich-Sächsische Triangulierung („Europäische Gradmessung im Königreich Sachsen“); Station 85 Hirtstein            | Satzung (Karte)           | bezeichnet 1868 (Triangulationsstein)                            | Triangulationssäule; Station 2. Ordnung, restauriert, bedeutendes Zeugnis der Geodäsie des 19. Jahrhunderts, vermessungsgeschichtlich von Bedeutung | 09206735 |
| Direkt Bild zu diesem Denkmal hochladen | Straßenbrücke über den Kretzschenbach                                                                                                 | Sorgau (Karte)            | 19. Jahrhundert (Straßenbrücke)                                  | einbogige Steinbrücke, verkehrshistorische Bedeutung | 09207626 |
| Direkt Bild zu diesem Denkmal hochladen | Gottes-Segen-Fundgrube | Zöblitz (Karte)           | 1710–1884 (Bergbauanlagenteil)                                   | Mundloch, Stolln und Halde der Gottes-Segen-Fundgrube; bergbauhistorische Bedeutung | 09247965 |
| Direkt Bild zu diesem Denkmal hochladen | Königlich-Sächsische Meilensteine (Sachgesamtheit)                                                                                    | Zöblitz (Karte)           | nach 1858 (Stationsstein)                                        | Meilenstein, zum Kilometerstein umgearbeitet; ehemaliger Stationsstein, verkehrsgeschichtlich von Bedeutung | 09207564 |
| Direkt Bild zu diesem Denkmal hochladen | Natursteinwerke Zöblitz | Zöblitz (Karte)           | um 1880 (Maschine)                                               | Historische Drehbank auf Sockel (Drehbank Inv. Nr. 68 und 69), Bohrmaschine (Inv. Nr. 0104/53) zur Serpentinsteinverarbeitung in einer Fabrik; technikgeschichtliche Bedeutung | 09207625 |

## Mildenau
| Bild                                    | Bezeichnung                                        | Lage                       | Datierung                        | Beschreibung | ID       |
| --------------------------------------- | -------------------------------------------------- | -------------------------- | -------------------------------- | --- | -------- |
|                                         | Transformatorenhaus                                | Arnsfeld (Karte)           | um 1920 (Transformatorenstation) | mit regionaltypischer Holzschindelverkleidung, Denkmal der Elektrifizierung des Ortes, technikgeschichtlich von Bedeutung | 08992203 |
| Direkt Bild zu diesem Denkmal hochladen | Königlich-Sächsische Meilensteine (Sachgesamtheit) | Mildenau (Karte)           | 19. Jahrhundert (Meilenstein)    | Meilenstein; verkehrsgeschichtlich von Bedeutung                                                                          | 08992153 |
|                                         | Transformatorenhaus                                | Mildenau (Karte)           | um 1920 (Transformatorenstation) | Zeugnis der Elektrifizierung des Ortes, technikgeschichtlich von Bedeutung                                                | 08992181 |
| Direkt Bild zu diesem Denkmal hochladen | Heilige-Dreifaltigkeit-Stolln                      | Mildenau (Karte)           | ab 1619 (Bergbauanlage)          | Mundloch des Heilige-Dreifaltigkeit-Stollns; ortsgeschichtlich und technikgeschichtlich von Bedeutung                     | 08992189 |
| Direkt Bild zu diesem Denkmal hochladen | Straßenbrücke über eine Eisenbahnlinie             | Mittelschmiedeberg (Karte) | 19. Jahrhundert (Straßenbrücke)  | Bruchsteinbogenbrücke, baugeschichtlich von Bedeutung                                                                     | 08992200 |
|                                         | Sägemühle Neubert                                  | Mittelschmiedeberg (Karte) | ab 1846 (Mühlentechnik)          | Sägemühle mit technische Einrichtung (zwei Gatter, Turbine); technikgeschichtlich von Bedeutung                           | 08992151 |

## Neukirchen/Erzgeb.
| Bild                                    | Bezeichnung                    | Lage               | Datierung                 | Beschreibung | ID       |
| --------------------------------------- | ------------------------------ | ------------------ | ------------------------- | --- | -------- |
| Direkt Bild zu diesem Denkmal hochladen | Bahnhof Neukirchen-Klaffenbach | Neukirchen (Karte) | um 1895 (Empfangsgebäude) | Empfangsgebäude (mit Stellwerk) und Nebengebäude eines Bahnhofs; Klinkerbauten, Bahnhof für Neukirchen und (Chemnitz-)Klaffenbach, ortsgeschichtlich und verkehrsgeschichtlich von Bedeutung | 09233408 |
| Direkt Bild zu diesem Denkmal hochladen | Herrenmühle                    | Neukirchen (Karte) | bezeichnet 1776 (Mühle)   | Mühlengebäude (mit Anbauten, ohne technische Ausstattung); stattlicher Putzbau mit Korbbogenportal und Krüppelwalmdach, ortsgeschichtlich von Bedeutung                                      | 09233438 |

## Niederdorf
| Bild                                    | Bezeichnung              | Lage    | Datierung                    | Beschreibung | ID       |
| --------------------------------------- | ------------------------ | ------- | ---------------------------- | --- | -------- |
| Direkt Bild zu diesem Denkmal hochladen | Getreidemühle Niederdorf | (Karte) | Ende 19. Jahrhundert (Mühle) | Wohnhaus und nördlich anschließendes Mühlengebäude eines Mühlenanwesens; zeittypischer Putzbau, ortsgeschichtlich und technikgeschichtlich von Bedeutung | 09229602 |

## Niederwürschnitz
| Bild                                    | Bezeichnung                                                                       | Lage    | Datierung | Beschreibung | ID       |
| --------------------------------------- | --------------------------------------------------------------------------------- | ------- | --- | --- | -------- |
| Direkt Bild zu diesem Denkmal hochladen | Zufahrtsbrücke über die Würschnitz                                                | (Karte) | wohl 1. Hälfte 19. Jahrhundert (Zufahrtsbrücke) | wohl letzte erhaltene Steinbogenbrücke des Ortes in ortsbildprägender Gestaltung, baugeschichtlich von Bedeutung | 09238117 |
| Direkt Bild zu diesem Denkmal hochladen | Wasserversorgungsbau mit Einfriedung                                              | (Karte) | bezeichnet 1906 (Wasserhochbehälter) | Wasserhochbehälter von technikgeschichtlicher und ortsbildprägender Bedeutung | 09238112 |
| Direkt Bild zu diesem Denkmal hochladen | Alte Ziegelei; Ziegelwerk Paul Drechsler (ehem.); Ziegelei und Dorfmuseum (heute) | (Karte) | Kollergebäude Ende 19. Jahrhundert (Ziegelei); Technik vor allem 2. Hälfte 20. Jahrhundert (Technische Ausstattung); Trockengebäude 1958 (Trockenschuppen); Ringofen Mitte 20. Jahrhundert (Ziegelbrennofen); Nebengebäude bezeichnet 1892 (Nebengebäude) | Ehemalige Ziegelei mit Kollergebäude (inklusive erhaltener Technik), Trockengebäude, Ringofen, Schornsteinen, Nebengebäude (ehemaligem Wohnstallhaus), Feldbahn mit Loks und Loren, Eimerkettenbagger und einem Großteil der ehemaligen Lehmgruben; wohl letzte mit gesamter Technik komplett erhaltene Ziegelei in Sachsen, technikgeschichtlich, ortshistorische und regionalgeschichtliche sowie landschaftsprägende Bedeutung | 09238128 |

## Oberwiesenthal, Kurort, Stadt
| Bild                                    | Bezeichnung | Lage                           | Datierung                                                                 | Beschreibung | ID       |
| --------------------------------------- | --- | ------------------------------ | ------------------------------------------------------------------------- | --- | -------- |
| Direkt Bild zu diesem Denkmal hochladen | Trafohaus | Hammerunterwiesenthal (Karte)  | 1920er Jahre (Transformatorenstation)                                     | turmartiger Bau mit verbrettertem Obergeschoss, technikgeschichtliche Bedeutung | 08991886 |
| Weitere Bilder                          | Kalkwerk Hammerunterwiesenthal (Sachgesamtheit)                                                                              | Hammerunterwiesenthal (Karte)  | 1887 (Kalkofen); 1874 (Kalkbruch); 1869 (Stollen); 1889 (Beamtenwohnhaus) | Einzeldenkmale der Sachgesamtheit Kalkwerk Hammerunterwiesenthal: Kalkwerk mit Brennöfen, Beamtenwohnhaus, vier kleine Halden als Bergbaurelikt (100–200 m westlich des Kalkwerkes) und Bruch inklusive Teich und Stolln (siehe auch Sachgesamtheitsliste – Obj. 09302357); bergbaugeschichtlich, ortsgeschichtlich und technikgeschichtlich von Bedeutung | 08991885 |
| Weitere Bilder                          | Kursächsische Postmeilensäulen (Sachgesamtheit)                                                                              | Oberwiesenthal, Kurort (Karte) | bezeichnet 1723 (Ganzmeilensäule)                                         | Postmeilensäule; Kopie einer Ganzmeilensäule, verkehrsgeschichtlich von Bedeutung | 09304959 |
| Weitere Bilder                          | Bahnhof Oberwiesenthal | Oberwiesenthal, Kurort (Karte) | 1897 (Empfangsgebäude)                                                    | Empfangsgebäude (bestehend aus drei Gebäudeteilen) eines Bahnhofs; regionaltypische Bahnhofsgebäude mit zum Teil alter Technik, Bestandteil der Schmalspurbahn Cranzahl–Oberwiesenthal, eisenbahngeschichtlich und technikgeschichtlich von Bedeutung | 08991922 |
| Weitere Bilder                          | Königlich-Sächsische Meilensteine (Sachgesamtheit)                                                                           | Oberwiesenthal, Kurort (Karte) | nach 1858 (Stationsstein)                                                 | Meilenstein; Stationsstein, verkehrsgeschichtlich von Bedeutung | 08991878 |
| Weitere Bilder                          | Wetterstation Fichtelberg | Oberwiesenthal, Kurort (Karte) | 1914–1916 (Wetterstation)                                                 | baugeschichtliche und technikgeschichtliche Bedeutung | 08991874 |
| Weitere Bilder                          | Sachgesamtheit Königlich-Sächsische Triangulierung („Europäische Gradmessung im Königreich Sachsen“); Station 15 Fichtelberg | Oberwiesenthal, Kurort (Karte) | bezeichnet 1864 (Triangulationssäule)                                     | Triangulationssäule; Station der Mitteleuropäischen Gradmessung, Netz 1. Ordnung, technikgeschichtlich und wissenschaftlich von Bedeutung | 08991873 |
| Weitere Bilder                          | Viadukt Hüttenbachtal | Oberwiesenthal, Kurort (Karte) | 1897 (Viadukt)                                                            | Eisenbahnbrücke; Gerüstpfeilerviadukt, Bestandteil der Schmalspurbahn Cranzahl–Oberwiesenthal, eisenbahngeschichtlich, ortsgeschichtlich und landschaftsgestaltend von Bedeutung | 09305010 |
| Weitere Bilder                          | Kursächsische Postmeilensäulen (Sachgesamtheit)                                                                              | Oberwiesenthal, Kurort (Karte) | bezeichnet 1730 (Postdistanzsäule)                                        | Postmeilensäule; Distanzsäule, verkehrsgeschichtlich von Bedeutung | 08991916 |

## Oelsnitz/Erzgeb., Stadt
| Bild                                    | Bezeichnung                                                                                           | Lage    | Datierung | Beschreibung | ID       |
| --------------------------------------- | --- | ------- | --- | --- | -------- |
| Weitere Bilder                          | Viadukt Hegebachtal; Eisenbahnstrecke Stollberg – St. Egidien                                         | (Karte) | 1877, später überformt (Viadukt) | Ehemaliges Eisenbahnviadukt; von verkehrsgeschichtlicher, bergbaugeschichtlicher und ingenieurtechnischer Bedeutung | 09209454 |
| Direkt Bild zu diesem Denkmal hochladen | Eisenbahnbrücke                                                                                       | (Karte) | 19. Jahrhundert (Eisenbahnbrücke) | Bergbauzusammenhang, technisches Denkmal | 09303895 |
| Direkt Bild zu diesem Denkmal hochladen | Vereinsglückschacht (ehem.); Albert-Funk-Schächte I und II                                            | (Karte) | um 1925 (Maschinenhalle); um 1925 (Verwaltungsgebäude); um 1925 (sog. Waschhaus); um 1930 (Pförtnerhaus); um 1880 (Werkstatt); um 1925 (Werkstatt) | Schachtanlage mit Torpfeilern, Pförtnerhäuschen, Maschinenhalle, sogenanntem Waschhaus, zwei Werkstattgebäuden und Verwaltungsbau sowie zugehöriger Halde; ehemals Vereinsglückschacht, später Albert-Funk-Schächte I und II, Teile der Anlage wohl vom Leipziger Architekturbüro Händel & Franke (lt. Auskunft), ortsgeschichtlich, bergbaugeschichtlich und bauhistorisch von Bedeutung | 09209460 |
| Direkt Bild zu diesem Denkmal hochladen | Eisenbahnbrücke der Strecke Stollberg-St. Egidien                                                     | (Karte) | 1930er Jahre (Eisenbahnbrücke) | Steinbogenbrücke, verkehrsgeschichtlich und eisenbahngeschichtlich von Bedeutung | 09209417 |
| Direkt Bild zu diesem Denkmal hochladen | Tankstelle                                                                                            | (Karte) | 1930er Jahre (Tankstelle) | in der Region selten erhaltener Bautyp in authentischem Erhaltungszustand, baugeschichtliche, verkehrsgeschichtliche und technikgeschichtliche Bedeutung, Zeugnis der Entwicklung des Individualverkehrs | 09209419 |
| Weitere Bilder                          | Bahnhof Oelsnitz                                                                                      | (Karte) | um 1880 (Empfangsgebäude); um 1910 (2 Stellwerke); 1935 (3. Stellwerk); 1910/1920 (Gleise)                                                         | Bahnhof-Empfangsgebäude und zwei Stellwerke einschließlich der Gleisreste in deren unmittelbarer Umgebung sowie 18 Beleuchtungskörper für die Gleisanlage; ortshistorische, baugeschichtliche und verkehrshistorische Bedeutung | 09209493 |
| Direkt Bild zu diesem Denkmal hochladen | Deutschland-Schächte I u. II (ehem.)                                                                  | (Karte) | letztes Drittel 19. Jahrhundert (Kessel- und Maschinenhaus)                                                                                        | Maschinenhalle des ehemaligen Deutschlandschachtes I und Halde der ehemaligen Deutschlandschächte I und II; letztes authentisch erhaltenes Zeugnis dieser Schachtanlage, ortshistorische und industrie-/bergbaugeschichtliche Bedeutung | 09209495 |
| Direkt Bild zu diesem Denkmal hochladen | Friedensschacht; Hedwigsschacht                                                                       | (Karte) | 18. Jahrhundert (Halde) | Halde des ehemaligen Friedens- und des ehemaligen Hedwigschachtes; ortsgeschichtliche und bergbaugeschichtliche Bedeutung, Halde landschaftsprägend | 09301383 |
| Direkt Bild zu diesem Denkmal hochladen | Frisch-Glück-Schacht                                                                                  | (Karte) | 1871–1882 (Halde) | Halde des ehemaligen Frisch-Glück-Schachtes; Zeugnis des Oelsnitzer Steinkohlebergbaus, bergbaugeschichtliche und landschaftsprägende Bedeutung | 09209541 |
| Direkt Bild zu diesem Denkmal hochladen | Vaterlandsgrube-Schacht                                                                               | (Karte) | 1872–1885 (Halde) | Halde des ehemaligen Vaterlandsgrube-Schachtes; Zeugnis des Oelsnitzer Steinkohlebergbaus, bergbaugeschichtliche und landschaftsprägende Bedeutung | 09209542 |
| Direkt Bild zu diesem Denkmal hochladen | Schneidemühle Mothes                                                                                  | (Karte) | um 1720 (Mühle); 2. Hälfte 19. Jahrhundert (Sägemühle); Mitte 19. Jahrhundert (Seitengebäude); 2. Hälfte 19. Jahrhundert (Scheune)                 | Wohnhaus mit Sägewerkanbau, Seitengebäude und Scheune eines Mühlenanwesens sowie ehemaliger Mühlgraben; alte Ortslage Oberwürschnitz, authentisch erhaltene Hofanlage, von ortshistorischer und baugeschichtlicher Bedeutung | 09209511 |
| Direkt Bild zu diesem Denkmal hochladen | Trafoturm                                                                                             | (Karte) | um 1930 (Transformatorenstation) | Zeugnis der örtlichen Energieversorgung, technikgeschichtliche und ortsbildprägende Bedeutung | 09209433 |
| Direkt Bild zu diesem Denkmal hochladen | Trafoturm und Freileitungsmast                                                                        | (Karte) | um 1930 (Transformatorenstation) | technikgeschichtliche Bedeutung, Zeugnis der Elektrifizierung des Ortes | 09209506 |
| Direkt Bild zu diesem Denkmal hochladen | Wasserhaus                                                                                            | (Karte) | 1904 (Wasserhaus) | ehemaliger Wetterschacht des Hermann-Bläsche-Schachtes, umgenutzt als Wasserhaus, Zeugnis des örtlichen Bergbaus bzw. der Wasserversorgung, bergbaugeschichtliche und technikgeschichtliche Bedeutung | 09209441 |
| Direkt Bild zu diesem Denkmal hochladen | Schacht der Gewerkschaft »Gottes Segen«; Karl-Liebknecht-Schacht; Bergbaumuseum Oelsnitz (Erzgebirge) | (Karte) | um 1900 (Materialverwaltung); um 1915 (Büro); um 1930 (Werksküche/Verwaltung); 1922–1923 (Förderturm); um 1930 (Werksküche/Verwaltung)             | Gebäudekomplex des ehemaligen Kaiserin-Augusta-Schachtes, späteren Karl-Liebknecht-Schachtes mit Pförtnerhaus, Transformatorenstation mit Übergang, Maschinenhalle und Förderturm, Fördermaschinenhalle II, Werksküche/Verwaltung, Bürogebäude, Materialverwaltung, Grubenwehr/Werkschutz, Werkstatt I, Werkstatt II, Kraftwerk mit Umspannwerk und Kesselhaus; authentisch erhaltener Industriekomplex mit Bauten der sogenannten Roten Moderne, Teile davon entworfen von den Chemnitzer Architekten Erich Basarke und dem Lichtensteiner Architekten Paul Beckert, Zeugnis des ehemals überregional bedeutsamen Steinkohlebergbaus im Lugau-Oelsnitzer-Revier, industriegeschichtlich, ortsgeschichtlich, baugeschichtlich sowie ortsbild- und landschaftsprägend von Bedeutung | 09209521 |
| Direkt Bild zu diesem Denkmal hochladen | Rohrbrücke                                                                                            | (Karte) | 1950er Jahre (Brücke) | Monument der industriellen Entwicklung des Ortes, ortsentwicklungsgeschichtlich von Bedeutung | 09299791 |
| Direkt Bild zu diesem Denkmal hochladen | Eisenbahnbrücke der Strecke Stollberg-St. Egidien                                                     | (Karte) | 1930er Jahre (Eisenbahnbrücke) | Steinbogenbrücke, ortsgeschichtliche und verkehrshistorische Bedeutung | 09209494 |

## Olbernhau, Stadt
| Bild                                    | Bezeichnung                                                            | Lage               | Datierung | Beschreibung | ID       |
| --------------------------------------- | ---------------------------------------------------------------------- | ------------------ | --- | --- | -------- |
| Direkt Bild zu diesem Denkmal hochladen | Holzschleiferei und Pappenfabrik Weißflog; Sonntag (ehem.)             | Blumenau (Karte)   | 1891 (Fabrikgebäude) | Fabrikgebäude und Schornstein einer ehemaligen Pappenfabrik; großer markanter Putzbau, am Ortseingang gelegen, Putzbau mit Gliederungselementen in Klinker, als ehemalige Holzschleiferei und Pappenfabrik Weißflog & Sonntag ortsgeschichtlich bedeutsam | 08956371 |
| Direkt Bild zu diesem Denkmal hochladen | Eisenbahnbrücke                                                        | Blumenau (Karte)   | letztes Viertel 19. Jahrhundert (Eisenbahnbrücke) | im Rundbogen gemauerte Überführung der Bahnlinie, baugeschichtlich und eisenbahngeschichtlich von Bedeutung | 09205093 |
| Direkt Bild zu diesem Denkmal hochladen | Dampfmaschine und Kesselanlage mit zugehörigem Schornstein             | Blumenau (Karte)   | 1924 (Dampfmaschine) | gut erhaltene Maschine der Firma Richard Raupach aus Görlitz, einzig bekannte Maschine mit Flachregler (Kraftübertragung mittels Flachriemen auf danebenstehenden Generator), technikgeschichtlich von Bedeutung | 08956370 |
| Direkt Bild zu diesem Denkmal hochladen | Brücke                                                                 | Olbernhau (Karte)  | 19. Jahrhundert, evtl. älter (Straßenbrücke) | einbogige Steinbrücke, baugeschichtlich und verkehrsgeschichtlich von Bedeutung, Brücke überspannt das Teichbächel im Zuge einer bis in das hohe Mittelalter zurückgehenden Wegeführung | 09205424 |
| Direkt Bild zu diesem Denkmal hochladen | Kohlstraßenbrücke                                                      | Olbernhau          | 1831 (Straßenbrücke) | Brücke (Forstreviergrenzen 96, 43, 42, 83); historische Kohlstraßenbrücke, einbogige Steinbrücke von verkehrsgeschichtlicher Bedeutung an der ehemaligen Kohlstraße zwischen Ansprung und Olbernhau | 09205423 |
| Direkt Bild zu diesem Denkmal hochladen | Brücke                                                                 | Olbernhau          | bezeichnet 1846 (Straßenbrücke) | Steinbrücke im Bogen errichtet mit hohen Wangen, baugeschichtlich und verkehrsgeschichtlich von Bedeutung | 09205427 |
| Direkt Bild zu diesem Denkmal hochladen | Königlich-Sächsische Meilensteine (Sachgesamtheit)                     | Olbernhau (Karte)  | 19. Jahrhundert (Meilenstein) | Meilenstein; später zum Kilometerstein umgearbeitet, verkehrsgeschichtlich von Bedeutung | 09205421 |
| Direkt Bild zu diesem Denkmal hochladen | Brücke am Stößerfelsenweg                                              | Olbernhau          | 19. Jahrhundert (Straßenbrücke) | einbogige Steinbrücke, baugeschichtlich und verkehrsgeschichtlich von Bedeutung | 09205425 |
|                                         | Villa mit Einfriedung, Fabrikgebäude im Hof und Brunnen                | Olbernhau (Karte)  | 1900–1901 (Fabrikantenvilla) | Villa mit qualitätvoller Putz-Klinker-Struktur, Funktionszusammenhang von Villa und dahinter liegendem Gewerbebetrieb noch nachvollziehbar, ortsgeschichtlich und baugeschichtlich von Bedeutung | 09205340 |
| Direkt Bild zu diesem Denkmal hochladen | Ölmühle Edwald Butter                                                  | Olbernhau (Karte)  | 1661 (Ölmühle); nach Brand 1868 wieder aufgebaut (Ölmühle) | Ölmühle mit technischer Ausstattung sowie Mühlgraben; technisches Denkmal mit alter Ausstattung sowie oberschlächtigem Wasserrad, von orts- und technikgeschichtlicher Bedeutung | 09205187 |
| Direkt Bild zu diesem Denkmal hochladen | Brandmalerei Herhold                                                   | Olbernhau (Karte)  | um 1915 (Fabrikgebäude) | Fabrikgebäude; markanter Putzbau, baugeschichtlich und ortsgeschichtlich interessant als Produktionsstätte von Brandmalerei der Firma Herhold | 09205195 |
| Direkt Bild zu diesem Denkmal hochladen | Flöhabrücke; Eisenbahnstrecke Pockau–Lengefeld–Neuhausen; Flöhatalbahn | Olbernhau (Karte)  | 1895 (Eisenbahnbrücke) | Eisenbahnbrücke über die Flöha; genietete Fachwerkkonstruktion aus Winkelprofilen und Blechen, baugeschichtlich, verkehrsgeschichtlich und technikgeschichtlich von Bedeutung | 09205237 |
| Weitere Bilder                          | Saigerhütte (Sachgesamtheit)                                           | Olbernhau (Karte)  | 16. Jahrhundert (Hüttenmühle, Nr. 1); 1935 (Wohnhaus, Nr. 3); 1610 (Försterhaus, Nr. 7); ab 1493 (Edel- und Buntmetallhütte); 16. Jahrhundert (Garhaus, Nr. 2)                                                                            | Einzeldenkmale der Sachgesamtheit Saigerhütte: Mühlengebäude und Nebengebäude (Hüttenmühle, An der Natzschung 1), ehemalige Schmelzhütte, (Garhaus, An der Natzschung 2), Wohnhaus (An der Natzschung 3), Hammerwerk (Althammer, An der Natzschung 5), Denkmal für die Gefallenen des Ersten Weltkrieges (vor An der Natzschung 5), Wohnhaus, (Försterhaus, An der Natzschung 7) und drei Arbeiterwohnhäuser (Doppelhäuser, An der Natzschung 11–21) (siehe auch Sachgesamtheitsliste – Obj. 09205114, In der Hütte 1–20a); bedeutendes technisches Denkmal, seit 1493 bestehende Kupferhütte, die bis heute die Vorstellung einer mittelalterlichen Produktionsstätte vermittelt | 09205450 |
| Direkt Bild zu diesem Denkmal hochladen | Fabrik mit nördlicher Einfriedung                                      | Olbernhau (Karte)  | um 1900 (Fabrik) | mit qualitätvoller Klinkergliederung, straßenbildprägend, baugeschichtlich und ortsgeschichtlich von Bedeutung | 08956360 |
| Direkt Bild zu diesem Denkmal hochladen | Wohnhaus in offener Bebauung und rückwärtiges Fabrikgebäude            | Olbernhau (Karte)  | um 1900 (Wohnhaus) | Wohnhaus mit feiner historisierender Fassade, baugeschichtlich und ortsentwicklungsgeschichtlich von Bedeutung | 09205389 |
| Direkt Bild zu diesem Denkmal hochladen | Stellmacherei                                                          | Olbernhau (Karte)  | um 1900 (Stellmacherei) | eingeschossiger Putzbau mit Drempel, ortsgeschichtlich und sozialgeschichtlich von Bedeutung | 09205455 |
| Direkt Bild zu diesem Denkmal hochladen | Kistenfabrik Paul Fischer                                              | Olbernhau (Karte)  | 1880 (Wohnhaus); Ende 19. Jahrhundert (Fabrik) | Wohnhaus in offener Bebauung, Fabrik, technische Ausstattung und Schornstein; weitgehend original erhaltenes Wohnhaus und dazugehörige Kistenfabrik Paul Fischer, zeittypischer Funktionszusammenhang von Wohnhaus und Fabrik, technikgeschichtlich bedeutsame Ausstattung mit Dampfmaschine, Sägegatter, Kessel und Zubehör sowie Maschinenraum mit sonstigem Inventar, | 09205294 |
| Direkt Bild zu diesem Denkmal hochladen | Bahnhof Olbernhau                                                      | Olbernhau (Karte)  | um 1875 (Empfangsgebäude) | Bahnhof und Nebengebäude; symmetrisch angelegter Putzbau, weitgehend originale Fassadengliederung und Innenausstattung, ortsgeschichtlich von Bedeutung | 09205411 |
| Direkt Bild zu diesem Denkmal hochladen | Räderfabrik der Gebrüder Seifert (ehem.)                               | Olbernhau (Karte)  | um 1890 (Fabrik) | Fabrikgebäude in offener Bebauung; mit Klinkerlisenen und gewänden interessant gegliederter Putzbau, kaum verändert in seiner Grundstruktur, baugeschichtliche und ortsgeschichtliche Bedeutung | 09205181 |
| Direkt Bild zu diesem Denkmal hochladen | Alte Gerberei                                                          | Olbernhau (Karte)  | um 1800 (Gerberei); 1809 (Sonnenuhr) | Wohnhaus mit Sonnenuhr in offener Bebauung und drei Nebengebäude; geschlossen erhaltene Hofanlage, baugeschichtlich, technikgeschichtlich und ortsgeschichtlich von Bedeutung als alte Gerberei | 09205274 |
| Weitere Bilder                          | Saigerhütte (Sachgesamtheit); Neuhammer                                | Olbernhau (Karte)  | 1586/1587 (Hammerwerk); ab 1493; 16. Jahrhundert (Edel- und Buntmetallhütte) | Einzeldenkmal der Sachgesamtheit Saigerhütte: Hammergebäude (Neuhammer) (siehe auch Sachgesamtheitsliste – Obj. 09205114, In der Hütte 1–20a); Sachgesamtheit Saigerhütte als bedeutendes technisches Denkmal, seit 1493 bestehende Kupferhütte, die bis heute die Vorstellung einer mittelalterlichen Produktionsstätte vermittelt, bemerkenswert das geschlossen erhaltene Gebäudeensemble mit Umfassungsmauer | 09205449 |
| Direkt Bild zu diesem Denkmal hochladen | Bahnhof Grünthal                                                       | Olbernhau (Karte)  | um 1880 (Empfangsgebäude) | Bahnhof und Nebengebäude; authentischer Klinkerbau, qualitätvolle, zurückhaltende Fassadengliederung, baugeschichtlich und eisenbahngeschichtlich von Bedeutung | 09205227 |
| Direkt Bild zu diesem Denkmal hochladen | Bahnunterführung                                                       | Olbernhau (Karte)  | 2. Hälfte 19. Jahrhundert (Fußgängerunterführung) | für Fußgänger geschaffene tunnelartige Unterführung in Bruchstein, baugeschichtlich von Bedeutung | 09205172 |
| Direkt Bild zu diesem Denkmal hochladen | Haltepunkt Niederlochmühle                                             | Olbernhau (Karte)  | um 1910 (Wartehalle) | Haltepunkt; verkehrsgeschichtliches Zeugnis | 08956339 |
| Direkt Bild zu diesem Denkmal hochladen | Saigerhütte (Sachgesamtheit)                                           | Olbernhau (Karte)  | ab 1493 (Edel- und Buntmetallhütte) | Sachgesamtheit Saigerhütte mit folgenden Einzeldenkmalen: Mühlengebäude und Nebengebäude (Hüttenmühle, An der Natzschung 1), ehemalige Schmelzhütte, (Garhaus, An der Natzschung 2), Wohnhaus (An der Natzschung 3), Hammerwerk (Althammer, An der Natzschung 5), Denkmal für die Gefallenen des Ersten Weltkrieges (vor An der Natzschung 5), Wohnhaus, (Försterhaus, An der Natzschung 7) und drei Arbeiterwohnhäuser (Doppelhäuser, An der Natzschung 11–21, siehe Einzeldenkmalliste – Obj. 09205450, An der Natzschung 1–21), Hammergebäude (Neuhammer, siehe Einzeldenkmalliste – Obj. 09205449, Grünthaler Straße 121), Versammlungsraum der Alten Kegelbahn (In der Hütte 1), Zimmererwerkstatt und Schule (Zimmerhaus/Hüttenschule, In der Hütte 2), Wohnhaus (Haus des Richters, In der Hütte 3), Gasthaus Hüttenschänke (In der Hütte 4), Wohn- und Verwaltungsgebäude (Alte Faktorei, In der Hütte 6), Bedienstetenwohnhaus (Kutscherhaus, In der Hütte 7), Scheune (In der Hütte 8), drei Fabrikgebäude (Haus des Anrichters – In der Hütte 9, Treibehaus – In der Hütte 10, Grundmauern der Langen Hütte neben In der Hütte 10), Arbeiterwohnhaus (Schichtmeisterhaus, In der Hütte 11), drei weitere Arbeiterwohnhäuser (In der Hütte 13, 15 und 17), Brauhaus (In der Hütte 16), Energiezentrale (In der Hütte 18), Hammerherrenhaus (Herrenhaus/Neue Faktorei, In der Hütte 20/20a), Westtor (zwischen In der Hütte 1 und 2), Osttor mit Bastion (neben In der Hütte 17), sogenannte Hüttenpforte (neben In der Hütte 16), Gartenlaube (Laube des Faktors, westlich vom Faktoreiteich), zwei Hüttenteiche (Untere Hüttenteich/Faktoreiteich und Oberer Hüttenteich), Mauer südwestlich vom Faktoreiteich und große Teile der Hüttenmauer (siehe Einzeldenkmalliste – Obj. 09205447, In der Hütte 1–20a) sowie alte Energiezentrale (Lichthaus, siehe Einzeldenkmalliste – Obj. 09205448, Rothenthaler Straße 17); bedeutendes technisches Denkmal, seit 1493 bestehende Kupferhütte, die noch heute eine Vorstellung einer mittelalterlichen Produktionsstätte vermittelt, bemer- | 09205114 |
| Weitere Bilder                          | Saigerhütte (Sachgesamtheit)                                           | Olbernhau (Karte)  | ab 1493; 16. Jahrhundert (Edel- und Buntmetallhütte); 16. Jahrhundert (Alte Faktorei, Nr. 6); 16./17. Jahrhundert (Haus des Anrichters, Nr. 9); 1586 (Treibehaus, Nr. 10); 1903 Neuaufbau nach Brand als Industriegebäude (Fabrikgebäude) | Einzeldenkmale der Sachgesamtheit Saigerhütte: Versammlungsraum der Alten Kegelbahn (In der Hütte 1), Zimmererwerkstatt und Schule (Zimmerhaus/Hüttenschule, In der Hütte 2), Wohnhaus (Haus des Richters, In der Hütte 3), Gasthaus Hüttenschänke (In der Hütte 4), Wohn- und Verwaltungsgebäude (Alte Faktorei, In der Hütte 6), Bedienstetenwohnhaus (Kutscherhaus, In der Hütte 7), Scheune (In der Hütte 8), drei Fabrikgebäude (Haus des Anrichters – In der Hütte 9, Treibehaus – In der Hütte 10, Grundmauern der Langen Hütte neben In der Hütte 10), Arbeiterwohnhaus (Schichtmeisterhaus, In der Hütte 11), drei weitere Arbeiterwohnhäuser (In der Hütte 13, 15 und 17), Brauhaus (In der Hütte 16), Energiezentrale (In der Hütte 18), Hammerherrenhaus (Herrenhaus/Neue Faktorei, In der Hütte 20/20a), Westtor (zwischen In der Hütte 1 und 2), Osttor mit Bastion (neben In der Hütte 17), sogenannte Hüttenpforte (neben In der Hütte 16), Gartenlaube (Laube des Faktors, westlich vom Faktoreiteich), zwei Hüttenteiche (Unterer Hüttenteich/Faktoreiteich und Oberer Hüttenteich), Mauer südwestlich vom Faktoreiteich und große Teile der Hüttenmauer(siehe auch Sachgesamtheitsliste – Obj. 09205114, gleiche Anschrift); bedeutendes technisches Denkmal, seit 1493 bestehende Kupferhütte, die aufgrund des vorwiegend guten Erhaltungszustandes zahlreicher Gebäude bis heute die Vorstellung einer mittelalterlichen Produktionsstätte vermittelt, bemerkenswert ist das geschlossen erhaltene Gebäudeensemble mit Umfassungsmauer, Dokument einer über die Jahrhunderte gewachsenen Produktionsstätte, von Interesse und somit unbedingt schützenswert das historische Grabensystem, welches sich bis in die Gemarkung Rothenthal erstreckt | 09205447 |
| Weitere Bilder                          | Königlich-Sächsische Meilensteine (Sachgesamtheit)                     | Olbernhau (Karte)  | nach 1858 (Stationsstein) | Meilenstein; ehemaliger Stationsstein, zum Kilometerstein umgearbeitet, verkehrsgeschichtlich von Bedeutung | 09205422 |
| Direkt Bild zu diesem Denkmal hochladen | Brücke                                                                 | Olbernhau          | um 1870 (Straßenbrücke) | zweibogige steinerne Brücke über die Flöha, verkehrstechnisches Zeugnis | 09205247 |
|                                         | Pflaster vor einer ehemaligen Mühle sowie alter Mühlstein              | Olbernhau (Karte)  | 19. Jahrhundert (Pflaster) | Flusskieselpflaster vor der ehemaligen Vordermühle, ortsgeschichtlich von Bedeutung | 09205134 |
|                                         | Posthalterei (ehem.)                                                   | Olbernhau (Karte)  | um 1800 (Posthalterei); Ende 19. Jahrhundert (Gartenlaube) | Ehemalige Posthalterei in offener Bebauung sowie Gartenlaube; heute Wohnhaus, weitgehend originaler Putzbau mit steinernem Segmentbogenportal und Schlussstein, bauhistorisch und ortsgeschichtlich bedeutsam | 08956366 |
| Weitere Bilder                          | Saigerhütte (Sachgesamtheit); Lichthaus                                | Olbernhau (Karte)  | 1894 (Lichthaus); um 1900 (Edel- und Buntmetallhütte) | Einzeldenkmal der Sachgesamtheit Saigerhütte: alte Energiezentrale (Lichthaus) (siehe auch Sachgesamtheitsliste – Obj. 09205114, In der Hütte 1-20a); Sachgesamtheit Saigerhütte als bedeutendes technisches Denkmal, seit 1493 bestehende Kupferhütte, die bis heute die Vorstellung einer mittelalterlichen Produktionsstätte vermittelt, bemerkenswert das geschlossen erhaltene Gebäudeensemble mit Umfassungsmauer | 09205448 |
|                                         | Pulvermühle (ehem.)                                                    | Olbernhau (Karte)  | um 1815 (Müllerwohnhaus) | Wohnhaus eines Mühlenanwesens; im hinteren Rungstocktal gelegener Putzbau mit baugeschichtlicher und ortsgeschichtlicher Bedeutung | 09205151 |
| Direkt Bild zu diesem Denkmal hochladen | Sägemühle Fritzsche (ehem.)                                            | Olbernhau (Karte)  | um 1905 (Gebäude); 1815 (Stauteich der ehem. Pulvermühle); um 1905 (Turbine) | Ehemalige Sägemühle mit Turbinenanlage und 400 m Druckleitung (ehemalige Sägemühle Fritzsche) sowie Stauteich (ehemalige Pulvermühle); ortsgeschichtlich und technikgeschichtlich bedeutsam | 08955687 |
| Direkt Bild zu diesem Denkmal hochladen | Kunstfarben Bilz (ehem.); Spielwarenverlag Carl Nötzel                 | Olbernhau (Karte)  | bezeichnet 1670 (Wohnhaus) | Wohnhaus in offener Bebauung (ehemals Wohnhaus mit Fabrik); prächtiger Wohnhausbau in authentischem Erhaltungszustand, straßenbildprägend, intaktes Fachwerkobergeschoss, markantes Krüppelwalmdach, Segmentbogenportal mit Schlussstein, bauhistorisch bedeutsam | 09205141 |
| Direkt Bild zu diesem Denkmal hochladen | Wohnhaus und Fabrik in offener Bebauung                                | Olbernhau (Karte)  | um 1890 (Wohnhaus) | interessante bauliche Einheit von repräsentativem Wohnhaus und sich anschließender Fabrik, baugeschichtlich und ortsgeschichtlich von Bedeutung | 09205201 |
| Direkt Bild zu diesem Denkmal hochladen | Hintermühle                                                            | Olbernhau (Karte)  | um 1700 (Müllerwohnhaus) | Wohnmühlenhaus einer ehemaligen Mühle; Putzbau mit imposantem Walmdach, Segmentbogenportal erhalten, als ehemaliges Mühlengebäude von baugeschichtlicher und ortsgeschichtlicher Bedeutung | 09205164 |
| Weitere Bilder                          | Königlich-Sächsische Meilensteine (Sachgesamtheit)                     | Olbernhau (Karte)  | 19. Jahrhundert (Meilenstein) | Meilenstein; später zum Kilometerstein umgearbeitet, alte Ortslage Hirschberg, kleiner, oben abgerundeter Stein, verkehrsgeschichtlich von Bedeutung | 09205224 |
| Direkt Bild zu diesem Denkmal hochladen | Grabensystem mit Schleusen                                             | Rothenthal (Karte) | 16./17. Jahrhundert (Wassergraben) | von der Natzschung abzweigendes Grabensystem zur Versorgung der Saigerhütte in Grünthal, die heutigen Gräben basieren vermutlich auf einem sehr alten Grabensystem, von technikgeschichtlichem Interesse | 09205150 |
| Direkt Bild zu diesem Denkmal hochladen | Fabrikgebäude                                                          | Rothenthal (Karte) | 2. Hälfte 19. Jahrhundert (Fabrikgebäude) | Putzbau mit Segmentbogenfenstern, baugeschichtliche und ortsgeschichtliche Bedeutung | 09205225 |

## Pfaffroda
| Bild                                    | Bezeichnung | Lage                  | Datierung                                                                           | Beschreibung | ID       |
| --------------------------------------- | --- | --------------------- | ----------------------------------------------------------------------------------- | --- | -------- |
| Direkt Bild zu diesem Denkmal hochladen | Dittmannsdorfer Kunstgraben | Dittmannsdorf         | 19. Jahrhundert (Kunstgraben)                                                       | Kunstgraben; mit Bedeutung für die Technikgeschichte | 09206695 |
| Direkt Bild zu diesem Denkmal hochladen | Mortelbacher Rösche | Dittmannsdorf         | 19. Jahrhundert (Rösche)                                                            | Rösche; bergbaugeschichtlich von Bedeutung | 09206741 |
| Direkt Bild zu diesem Denkmal hochladen | Bergwerksteich | Dittmannsdorf (Karte) | 19. Jahrhundert (Teich)                                                             | Teichanlage; bergbaugeschichtlich von Bedeutung | 09206740 |
| Direkt Bild zu diesem Denkmal hochladen | Revierwasserlaufanstalt (Sachgesamtheit) | Dittmannsdorf (Karte) | 16.–18. Jahrhundert (Bergbauanlage)                                                 | Sachgesamtheitsbestandteil der Revierwasserlaufanstalt im Ortsteil Dittmannsdorf mit den Einzeldenkmalen: Mortelbacher Rösche mit Mundloch und Kunstgraben, Kunstteich einschließlich Teichdamm, Überlauf mit Flutrinne und Brücke, Grundablassstriegelhaus mit Grundablass und Abzugsgraben, Kunstgrabenstriegelhaus mit Striegel sowie elf Grenzsteine, Dittmannsdorfer Kunstgraben einschließlich aller Gewölbebrücken, Dittmannsdorfer Rösche mit zwei Mundlöchern sowie Friedrich-Benno-Stolln II mit Mundloch (siehe Einzeldenkmalliste – Obj. 09205473); landschaftsbildprägende Bestandteile eines umfangreichen Systems der bergmännischen Wasserwirtschaft zur Versorgung des Freiberger Bergbaus mit Aufschlagwasser, bergbaugeschichtlich und ortsgeschichtlich von besonderer Bedeutung (siehe auch die Sachgesamtheitsliste – Obj. 08991218, Großhartmannsdorf, Zehntel) | 09306333 |
| Direkt Bild zu diesem Denkmal hochladen | Dittmannsdorfer Teich; Mortelbacher Rösche; Dittmannsdorfer Kunstgraben; Dittmannsdorfer Rösche; Friedrich-Benno-Stolln II; Revierwasserlaufanstalt (Sachgesamtheit) | Dittmannsdorf (Karte) | 1824–1826 (Teich); 1824–1825 (Kunstgraben); 1827–1859, Mortelbacher Rösche (Rösche) | Einzeldenkmale der Sachgesamtheit Revierwasserlaufanstalt: Mortelbacher Rösche mit Mundloch und Kunstgraben, Kunstteich einschließlich Teichdamm, Überlauf mit Flutrinne und Brücke, Grundablassstriegelhaus mit Grundablass und Abzugsgraben, Kunstgrabenstriegelhaus mit Striegel sowie elf Grenzsteine, Dittmannsdorfer Kunstgraben einschließlich aller Gewölbebrücken, Dittmannsdorfer Rösche mit zwei Mundlöchern sowie Friedrich-Benno-Stolln II mit Mundloch (siehe Sachgesamtheitsliste – Obj. 09306333); landschaftsbildprägende Bestandteile eines umfangreichen Systems der bergmännischen Wasserwirtschaft zur Versorgung des Freiberger Bergbaus mit Aufschlagwasser, bergbaugeschichtlich und ortsgeschichtlich von besonderer Bedeutung | 09205473 |
| Direkt Bild zu diesem Denkmal hochladen | Straßenbrücke über die Biela | Dittmannsdorf (Karte) | 19. Jahrhundert (Straßenbrücke)                                                     | Bruchstein-Bogenbrücke, ortshistorische Bedeutung | 09206690 |
| Direkt Bild zu diesem Denkmal hochladen | Friedrich-Benno-Stolln I; Revierwasserlaufanstalt (Sachgesamtheit)                                                                                                   | Dörnthal (Karte)      | 1787–1827 (Rösche); bezeichnet 1787 (Mundloch)                                      | Einzeldenkmale der Sachgesamtheit Revierwasserlaufanstalt: Friedrich-Benno-Stolln I mit Mundloch und Abzugsgraben sowie Umgehungsgraben mit Schütz und Abschlag (siehe Sachgesamtheitsliste – Obj. 09306332); landschaftsbildprägende Bestandteile eines umfangreichen Systems der bergmännischen Wasserwirtschaft zur Versorgung des Freiberger Bergbaus mit Aufschlagwasser, bergbaugeschichtlich und ortsgeschichtlich von besonderer Bedeutung | 09207089 |
| Direkt Bild zu diesem Denkmal hochladen | Revierwasserlaufanstalt (Sachgesamtheit) | Dörnthal (Karte)      | 16.–18. Jahrhundert (Bergbauanlage)                                                 | Sachgesamtheitsbestandteil der Revierwasserlaufanstalt im Ortsteil Dörnthal mit den Einzeldenkmalen: Friedrich-Benno-Stolln I mit Mundloch und Abzugsgraben sowie Umgehungsgraben mit Schütz und Abschlag (siehe Einzeldenkmalliste – Obj. 09207089), Dörnthaler Teich einschließlich Teichdamm, drei Striegelhäuser, Überlauf mit Flutergraben, Brücke und Grenzstein sowie Vorsperre (siehe Einzeldenkmalliste – Obj. 09205472), Gedenkstein (siehe Einzeldenkmalliste – Obj. 09207101), Grenzstein (siehe Einzeldenkmalliste – Obj. 09207084), Oberer Dörnthaler Kunstgraben einschließlich Abschlag, aller Schütze, Röschen und Gewölbebrücken (siehe Einzeldenkmalliste – Obj. 09207100); landschaftsbildprägende Bestandteile eines umfangreichen Systems der bergmännischen Wasserwirtschaft zur Versorgung des Freiberger Bergbaus mit Aufschlagwasser, bergbaugeschichtlich und ortsgeschichtlich von besonderer Bedeutung (siehe auch die Sachgesamtheitsliste – Obj. 08991218, Großhartmannsdorf, Zehntel) | 09306332 |
| Direkt Bild zu diesem Denkmal hochladen | Dörnthaler Teich; Revierwasserlaufanstalt (Sachgesamtheit) | Dörnthal (Karte)      | 1842–1844 (Teich)                                                                   | Einzeldenkmale der Sachgesamtheit Revierwasserlaufanstalt: Kunstteich einschließlich Teichdamm, drei Striegelhäuser, Überlauf mit Flutergraben, Brücke und Grenzstein sowie Vorsperre (siehe Sachgesamtheitsliste – Obj. 09306332); landschaftsbildprägende Bestandteile eines umfangreichen Systems der bergmännischen Wasserwirtschaft zur Versorgung des Freiberger Bergbaus mit Aufschlagwasser, bergbaugeschichtlich und ortsgeschichtlich von besonderer Bedeutung | 09205472 |
| Direkt Bild zu diesem Denkmal hochladen | Oberer Dörnthaler Kunstgraben; Revierwasserlaufanstalt (Sachgesamtheit)                                                                                              | Dörnthal (Karte)      | 1787–1790 (Kunstgraben)                                                             | Einzeldenkmale der Sachgesamtheit Revierwasserlaufanstalt: Oberer Dörnthaler Kunstgraben einschließlich Abschlag, aller Schütze, Röschen und Gewölbebrücken (siehe Sachgesamtheitsliste – Obj. 09306332); landschaftsbildprägende Bestandteile eines umfangreichen Systems der bergmännischen Wasserwirtschaft zur Versorgung des Freiberger Bergbaus mit Aufschlagwasser, bergbaugeschichtlich und ortsgeschichtlich von besonderer Bedeutung | 09207100 |
| Direkt Bild zu diesem Denkmal hochladen | Königlich-Sächsische Meilensteine (Sachgesamtheit) | Dörnthal (Karte)      | nach 1858 (Halbmeilenstein)                                                         | Meilenstein; Halbmeilenstein, verkehrshistorische Bedeutung | 09207098 |
| Direkt Bild zu diesem Denkmal hochladen | Huthaus Dörnthal; Bergwerks-Mühle | Dörnthal (Karte)      | 18. Jahrhundert (Huthaus)                                                           | Huthaus (ohne Anbau); stattliches Gebäude, gehörte zum Revier-Wasserlauf-System, bergbaugeschichtliche und ortshistorische Bedeutung | 09207080 |
| Direkt Bild zu diesem Denkmal hochladen | Straßenbrücke über den Haselbach | Dörnthal (Karte)      | 19. Jahrhundert (Zufahrtsbrücke)                                                    | Steinbogenbrücke mit halbhoher Steinbrüstung, ortsbildprägende und verkehrshistorische Bedeutung | 09207083 |
| Direkt Bild zu diesem Denkmal hochladen | Mahlmühle Braun | Dörnthal (Karte)      | 1. Hälfte 20. Jahrhundert (Mühlentechnik)                                           | Mühleneinrichtung einer ehemaligen Mahlmühle; größtenteils funktionsfähige technische Anlage, von technikgeschichtlicher Bedeutung | 09209992 |
| Direkt Bild zu diesem Denkmal hochladen | Transformatorenhaus | Hallbach (Karte)      | nach 1900 (Transformatorenstation)                                                  | in Fachwerkbauweise, selten erhaltenes ortshistorisch bedeutsames Denkmal der Technikgeschichte | 09206671 |
| Direkt Bild zu diesem Denkmal hochladen | Dampfmaschine | Hallbach              | 1908–1909 (Dampfmaschine)                                                           | stammt aus der Spielzeugfabrik S. F. Fischer in Seiffen, liegende Einzylinder-Gegendruckdampfmaschine der Firma Hermann Ulbricht, von technikgeschichtlicher Bedeutung | 09302529 |
| Direkt Bild zu diesem Denkmal hochladen | Revierwasserlaufanstalt (Sachgesamtheit) | Haselbach (Karte)     | 16.–18. Jahrhundert (Bergbauanlage)                                                 | Sachgesamtheitsbestandteil der Revierwasserlaufanstalt im Ortsteil Haselbach mit den Einzeldenkmalen: Oberer Dörnthaler Kunstgraben mit Schütz sowie Haselbacher Rösche einschließlich Mundloch (siehe Einzeldenkmalliste – Obj. 09205474); landschaftsbildprägende Bestandteile eines umfangreichen Systems der bergmännischen Wasserwirtschaft zur Versorgung des Freiberger Bergbaus mit Aufschlagwasser, bergbaugeschichtlich und ortsgeschichtlich von besonderer Bedeutung (siehe auch die Sachgesamtheitsliste – Obj. 08991218, Großhartmannsdorf, Zehntel) | 09306331 |
| Direkt Bild zu diesem Denkmal hochladen | Oberer Dörnthaler Kunstgraben; Haselbacher Rösche; Revierwasserlaufanstalt (Sachgesamtheit)                                                                          | Haselbach (Karte)     | 1606–1790 (Kunstgraben); 1786–1796 (Rösche); bezeichnet 1858 (Mundloch)             | Einzeldenkmale der Sachgesamtheit Revierwasserlaufanstalt: Oberer Dörnthaler Kunstgraben mit Schütz sowie Haselbacher Rösche einschließlich Mundloch (siehe Sachgesamtheitsliste – Obj. 09306331); landschaftsbildprägende Bestandteile eines umfangreichen Systems der bergmännischen Wasserwirtschaft zur Versorgung des Freiberger Bergbaus mit Aufschlagwasser, bergbaugeschichtlich und ortsgeschichtlich von besonderer Bedeutung | 09205474 |
| Direkt Bild zu diesem Denkmal hochladen | Straßenbrücke über dem Haselbach | Haselbach (Karte)     | Mitte 19. Jahrhundert (Straßenbrücke)                                               | Steinbogenbrücke, ortsbildprägend und bauhistorische Bedeutung | 09207121 |
| Direkt Bild zu diesem Denkmal hochladen | Revierwasserlaufanstalt (Sachgesamtheit) | Pfaffroda (Karte)     | 16.–18. Jahrhundert (Bergbauanlage)                                                 | Sachgesamtheitsbestandteil der Revierwasserlaufanstalt im Ortsteil Pfaffroda mit den Einzeldenkmalen: Friedrich-Benno-Stolln I mit Mundloch, Kunstgraben und Friedrich-Benno-Stolln II mit Mundloch (siehe Einzeldenkmalliste – Obj. 09206744); landschaftsbildprägende Bestandteile eines umfangreichen Systems der bergmännischen Wasserwirtschaft zur Versorgung des Freiberger Bergbaus mit Aufschlagwasser, bergbaugeschichtlich und ortsgeschichtlich von besonderer Bedeutung (siehe auch die Sachgesamtheitsliste – Obj. 08991218, Großhartmannsdorf, Zehntel) | 09206739 |
| Direkt Bild zu diesem Denkmal hochladen | Friedrich-Benno-Stolln I; Friedrich-Benno-Stolln II; Revierwasserlaufanstalt (Sachgesamtheit)                                                                        | Pfaffroda (Karte)     | 1787–1827 (Rösche)                                                                  | Einzeldenkmale der Sachgesamtheit Revierwasserlaufanstalt: Friedrich-Benno-Stolln I mit Mundloch, Kunstgraben und Friedrich-Benno-Stolln II mit Mundloch (siehe Sachgesamtheitsliste – Obj. 09206739); landschaftsbildprägende Bestandteile eines umfangreichen Systems der bergmännischen Wasserwirtschaft zur Versorgung des Freiberger Bergbaus mit Aufschlagwasser, bergbaugeschichtlich und ortsgeschichtlich von besonderer Bedeutung | 09206744 |
| Direkt Bild zu diesem Denkmal hochladen | Königlich-Sächsische Meilensteine (Sachgesamtheit) | Pfaffroda (Karte)     | nach 1858 (Halbmeilenstein)                                                         | Meilenstein; Halbmeilenstein, verkehrsgeschichtlich von Bedeutung | 09206666 |

## Pockau-Lengefeld, Stadt
| Bild                                    | Bezeichnung | Lage                 | Datierung                                                                                           | Beschreibung | ID       |
| --------------------------------------- | --- | -------------------- | --------------------------------------------------------------------------------------------------- | --- | -------- |
| Direkt Bild zu diesem Denkmal hochladen | Wegestein | Forchheim            | 19. Jahrhundert (Wegestein)                                                                         | Granitsäule auf Postament ohne Inschrift, möglicherweise Wegestein, regionalhistorische Bedeutung | 09299696 |
| Direkt Bild zu diesem Denkmal hochladen | Königlich-Sächsische Meilensteine (Sachgesamtheit)                                                                          | Forchheim            | 2. Hälfte 19. Jahrhundert (Halbmeilenstein)                                                         | Meilenstein; später zum Kilometerstein umgewandelt, Halbmeilenstein, verkehrshistorische Bedeutung | 09207980 |
| Direkt Bild zu diesem Denkmal hochladen | Pferdezugabprotzspritze | Görsdorf (Karte)     | wohl um 1900 (Feuerwehr)                                                                            | von technikgeschichtlicher und regionalhistorischer Bedeutung | 09206726 |
| Direkt Bild zu diesem Denkmal hochladen | Mühlenwerke Görsdorf (ehem.)                                                                                                | Görsdorf (Karte)     | Ende 19. Jahrhundert (Mühlentechnik)                                                                | Technische Ausstattung einer Mühle; alte Getreidemühle, Gebäude kein Denkmal, technikgeschichtlich von Bedeutung | 09205520 |
| Direkt Bild zu diesem Denkmal hochladen | Sachgesamtheit Königlich-Sächsische Triangulierung („Europäische Gradmessung im Königreich Sachsen“); Station 87 Adlerstein | Kalkwerk (Karte)     | bezeichnet 1869 (Triangulationsstein)                                                               | Triangulationssäule; Station 2. Ordnung, bedeutendes Zeugnis der Geodäsie des 19. Jahrhunderts, vermessungsgeschichtlich von Bedeutung | 09206700 |
| Direkt Bild zu diesem Denkmal hochladen | St. Elisabeth-Fundgrube | Kalkwerk             | 1727 (Mundloch)                                                                                     | Mundloch; umgeformter Stolleneingang, von ortshistorischer und technikgeschichtlicher Bedeutung für Geschichte und Entwicklung der Montantechnik | 09206704 |
| Direkt Bild zu diesem Denkmal hochladen | Kalkwerk Lengefeld (Sachgesamtheit)                                                                                         | Kalkwerk (Karte)     | 1904 (Pulverhaus)                                                                                   | Einzeldenkmal der Sachgesamtheit Kalkwerk Lengefeld: Pulverhaus (siehe auch Sachgesamtheitsliste – Obj. 09205634, Kalkwerk 2–9); ortsgeschichtlich und technikgeschichtlich von Bedeutung | 09304871 |
| Direkt Bild zu diesem Denkmal hochladen | Kalkwerk Lengefeld (Sachgesamtheit)                                                                                         | Kalkwerk (Karte)     | 1964 (Wachhaus)                                                                                     | Einzeldenkmale der Sachgesamtheit Kalkwerk Lengefeld: Wachhaus (zur Überwachung des Tagebaus) und Stollen mit ehemaligem Sprengmittellager (siehe auch Sachgesamtheitsliste – Obj. 09205634, Kalkwerk 2–9); ortsgeschichtlich und technikgeschichtlich von Bedeutung | 09304872 |
| Direkt Bild zu diesem Denkmal hochladen | Kalkwerk Lengefeld (Sachgesamtheit)                                                                                         | Kalkwerk (Karte)     | 1887 (Kalkmeisterhaus)                                                                              | Einzeldenkmal der Sachgesamtheit Kalkwerk Lengefeld: ehemaliges Kalkmesserhaus, heute Gaststätte (siehe auch Sachgesamtheitsliste – Obj. 09205634, Kalkwerk 2–9); als Bestandteil der Sachgesamtheit Kalkwerk von technikgeschichtlicher und ortshistorischer Bedeutung | 09205633 |
| Direkt Bild zu diesem Denkmal hochladen | Kalkwerk Lengefeld (Sachgesamtheit)                                                                                         | Kalkwerk (Karte)     | ab 1818 (Kalkwerk)                                                                                  | Sachgesamtheit Kalkwerk Lengefeld, bestehend aus den Einzeldenkmalen: vier Kalköfen (drei Rumford-Öfen, ein Hilke-Ofen), dazwischen Kauengebäude, Depot, Kalkmühle, davor Reste der Verladerampe, dazu südlich Stützpfeiler als Rest eines weiteren Schnellerofens, weiterhin ehemaliges Holz- und Kohlelager (heute Museumsbau) (siehe Einzeldenkmalliste – Obj. 09304866, Kalkwerk 4a), Kalkmesserhaus (heute Gaststätte) (siehe Einzeldenkmalliste – Obj. 09205633, Kalkwerk 2), Förderschacht II mit Brückensystem, der alten Kalkbrecheranlage und der ehemalige Pferdestall mit Feuerwehrdepot (siehe Einzeldenkmalliste – Obj. 09304869, Kalkwerk neben Nr. 3f), der ehemaligen Schmiede, darin zwei Kompressoren (siehe Einzeldenkmalliste – Obj. 09304870, Kalkwerk 3f), südwestlich der Anlage Pulverhaus (siehe Einzeldenkmalliste – Obj. 09304871, Kalkwerk ohne Nummer), südlich der Anlage Wachhaus (zur Überwachung des Tagebaus) und Stollen mit ehemaligem Sprengmittellager (siehe Einzeldenkmalliste – Obj. 09304872, Kalkwerk ohne Nummer), nördlich der Straße ehemalige Kalkniederlage (siehe Einzeldenkmalliste – Obj. 09205637, Kalkwerk 5), ehemalige Kalkfaktorei (heute Wohnhaus) mit Nebengebäude (siehe Einzeldenkmalliste – Obj. 09205635, Kalkwerk 9), daneben Schmiede (siehe Einzeldenkmalliste – Obj. 09206701, Kalkwerk neben Nr. 9), der Entwässerungsstollen des Tagebruchs »Altes Lager«, mit rekonstruiertem Mundloch (siehe Einzeldenkmalliste – Obj. 09206251, Kalkwerk bei Nr. 4a) sowie als Sachgesamtheitsteil: Gelände des Tagebaus; vollständig erhaltene historische technische Anlage des Kalkwerks Lengefeld, von überregionaler technikgeschichtlicher Bedeutung | 09205634 |
| Direkt Bild zu diesem Denkmal hochladen | Kalkwerk Lengefeld (Sachgesamtheit)                                                                                         | Kalkwerk (Karte)     | 1940 (Schmiede); 1928 (Kompressoren)                                                                | Einzeldenkmale der Sachgesamtheit Kalkwerk Lengefeld: ehemalige Schmiede (1940), darin zwei Kompressoren (u. a. 1928) (siehe auch Sachgesamtheitsliste – Obj. 09205634, Kalkwerk 2–9); ortsgeschichtlich und technikgeschichtlich von Bedeutung | 09304870 |
| Direkt Bild zu diesem Denkmal hochladen | Kalkwerk Lengefeld (Sachgesamtheit)                                                                                         | Kalkwerk (Karte)     | ab 1900 (Förderschacht II); hauptsächl. 1970er Jahre (Brückensystem); 1950–1972 (Kalkbrecheranlage) | Einzeldenkmale der Sachgesamtheit Kalkwerk Lengefeld: Förderschacht II mit Brückensystem, alter Kalkbrecheranlage und ehemaligem Pferdestall mit Feuerwehrdepot (siehe auch Sachgesamtheitsliste – Obj. 09205634, Kalkwerk 2–9); ortsgeschichtlich und technikgeschichtlich von Bedeutung | 09304869 |
| Direkt Bild zu diesem Denkmal hochladen | Kalkwerk Lengefeld (Sachgesamtheit)                                                                                         | Kalkwerk (Karte)     | 1818 (Kalkofen); 1822 (Kalkofen); 1835 (Kalkofen); 1873–1874 (Kalkofen); ab 1827 (Kauen)            | Einzeldenkmale der Sachgesamtheit Kalkwerk Lengefeld: vier Kalköfen (3 Rumford, 1 Hilke), dazwischen Kauen (ab 1827), Depot, Kalkmühle (urspr. 1935), davor Reste der Verladerampe, dazu südlich Stützpfeiler als Rest eines weiteren Schnellerofens, weiterhin ehemaliges Holz- und Kohlelager (1874, heute Museumsbau) (siehe auch Sachgesamtheitsliste – Obj. 09205634, Kalkwerk 2–9); ortsgeschichtlich und technikgeschichtlich von Bedeutung | 09304866 |
| Direkt Bild zu diesem Denkmal hochladen | Kalkwerk Lengefeld (Sachgesamtheit)                                                                                         | Kalkwerk (Karte)     | um 1855 (Entwässerungsstollen)                                                                      | Einzeldenkmal der Sachgesamtheit Kalkwerk Lengefeld: Entwässerungsstollen für den Tagesbruch »Altes Lager«, mit Mundloch (siehe auch Sachgesamtheitsliste – Obj. 09205634); Tagesbruch »Altes Lager« des »Fiskalischen Kalkwerkes Lengefeld«, Stolleneingang in Bruchsteinmauerwerk, Entwicklung der Montantechnik und Bergbaugeschichte, als Bestandteil der Sachgesamtheit Kalkwerk Lengefeld von technikgeschichtlicher und ortsgeschichtlicher Bedeutung | 09206251 |
| Direkt Bild zu diesem Denkmal hochladen | Königlich-Sächsische Meilensteine (Sachgesamtheit)                                                                          | Kalkwerk (Karte)     | 19. Jahrhundert (Meilenstein)                                                                       | Meilenstein; einfaches Postament, abgerundeter Sandstein mit Inschrift, verkehrsgeschichtliche und ortshistorische Bedeutung | 09205636 |
| Direkt Bild zu diesem Denkmal hochladen | Kalkwerk Lengefeld (Sachgesamtheit)                                                                                         | Kalkwerk (Karte)     | 1878 (Kalkniederlage)                                                                               | Einzeldenkmal der Sachgesamtheit Kalkwerk Lengefeld: nördlich der Straße ehemalige Kalkniederlage (1878) (siehe auch Sachgesamtheitsliste – Obj. 09205634, Kalkwerk 2–9); als ehemaliger Bestandteil des Kalkwerkes von technikhistorischer und ortsgeschichtlicher Bedeutung | 09205637 |
| Direkt Bild zu diesem Denkmal hochladen | Kalkwerk Lengefeld (Sachgesamtheit)                                                                                         | Kalkwerk (Karte)     | nach 1872 (Kalkfaktorei)                                                                            | Einzeldenkmal der Sachgesamtheit Kalkwerk Lengefeld: ehemalige Kalkfaktorei (heute Wohnhaus) mit Nebengebäude (siehe auch Sachgesamtheitsliste – Obj. 09205634, Kalkwerk 2–9); als Bestandteil der Sachgesamtheit Kalkwerk von technikgeschichtlicher und ortshistorischer Bedeutung | 09205635 |
| Direkt Bild zu diesem Denkmal hochladen | Kalkwerk Lengefeld (Sachgesamtheit)                                                                                         | Kalkwerk (Karte)     | um 1900 (Schmiede)                                                                                  | Einzeldenkmal der Sachgesamtheit Kalkwerk Lengefeld: ehemalige Schmiede (siehe Sachgesamtheitsliste – Obj. 09205634); als Bestandteil der Sachgesamtheit Kalkwerk von technikgeschichtlicher und ortshistorischer Bedeutung | 09206701 |
| Direkt Bild zu diesem Denkmal hochladen | Talsperre Saidenbach | Lengefeld (Karte)    | 1929–1933 (Talsperre)                                                                               | Staumauer einer Talsperre (in den Ortsteilen Reifland und Lengefeld), mit drei frei liegenden Schiebern (wasserseitig), Schieberhaus, Überlaufkanal und Tosbecken sowie Wärterhaus (An der Talsperre 2, OT Reifland); bemerkenswerte architektonischwasserbautechnische Gesamtanlage, bedeutsam sowohl in gestalterischer als auch in technikgeschichtlicher Hinsicht, Verbindung von Bruchstein und Sichtbeton im Erscheinungsbild der Staumauer, außergewöhnlich expressive Wirkung des stark bossierten Mauerwerks, asymmetrische Disposition der Anlage, begünstigt durch abgeschiedene landschaftliche Situation, Denkmalschutz gilt auch für die vorhandene historische Technik | 09205200 |
| Direkt Bild zu diesem Denkmal hochladen | Straßenbrücke über den Lautenbach                                                                                           | Lengefeld (Karte)    | bezeichnet 1817 (Straßenbrücke)                                                                     | Steinbogenbrücke, verkehrshistorische und technikgeschichtliche Bedeutung | 09205453 |
| Direkt Bild zu diesem Denkmal hochladen | Feuerwehrspritze | Lengefeld (Karte)    | 1900 (Feuerwehr)                                                                                    | Handdruckspritze der Firma E.C. Flader Jöhstadt/Sachsen, Spritzenund Pumpen-Metallwarenfabrik, 6-Mann-Bedienung, technikgeschichtlich von Bedeutung | 09206737 |
| Direkt Bild zu diesem Denkmal hochladen | Königlich-Sächsische Meilensteine (Sachgesamtheit)                                                                          | Lengefeld (Karte)    | nach 1858 (Meilenstein)                                                                             | Meilenstein; Stationsstein, verkehrsgeschichtlich von Bedeutung | 09205584 |
| Direkt Bild zu diesem Denkmal hochladen | Königlich-Sächsische Meilensteine (Sachgesamtheit)                                                                          | Lengefeld (Karte)    | 19. Jahrhundert (Halbmeilenstein)                                                                   | Meilenstein; Halbmeilenstein, verkehrsgeschichtlich von Bedeutung | 09205612 |
| Direkt Bild zu diesem Denkmal hochladen | Talsperre Neunzehnhain II; Obere Neunzehnhainer Talsperre                                                                   | Lengefeld (Karte)    | bezeichnet 1905–1908 (Talsperre Neunzehnhain II)                                                    | Talsperre, bestehend aus der Absperrmauer (Gewichtsstaumauer), dem Tosbecken sowie zwei am Fuße der Staumauer stehenden Schützenhäusern; in gutem Originalzustand überliefert, technikgeschichtliche und landschaftsgestaltende Bedeutung, Bestandteil eines der ältesten Trinkwasserverbundsysteme Sachsens | 09206736 |
| Direkt Bild zu diesem Denkmal hochladen | Königlich-Sächsische Meilensteine (Sachgesamtheit)                                                                          | Lengefeld (Karte)    | 19. Jahrhundert (Meilenstein)                                                                       | Meilenstein; oben abgerundeter Sandstein, verkehrsgeschichtliche Bedeutung | 09205623 |
| Direkt Bild zu diesem Denkmal hochladen | Ölmühle Otto Braun | Lippersdorf (Karte)  | Kern 17. Jahrhundert und älter (Müllerwohnhaus); bezeichnet 1855 (Müllerwohnhaus)                   | Wohnhaus eines Mühlenanwesens, mit reicher technischer Ausstattung und Wasserbau; besondere technikgeschichtliche und baugeschichtliche Bedeutung | 09207681 |
| Direkt Bild zu diesem Denkmal hochladen | Wasserkraftwerk Nennigmühle                                                                                                 | Nennigmühle (Karte)  | 1903 (Wasserkraftwerk)                                                                              | Wasserkraftwerk und Graben; baugeschichtlich und technikgeschichtlich von Bedeutung | 09207993 |
| Direkt Bild zu diesem Denkmal hochladen | Durchlass am Heidchenwiesenbächel                                                                                           | Pockau               | 19. Jahrhundert (Brücke)                                                                            | technikgeschichtlich von Bedeutung | 09206727 |
| Direkt Bild zu diesem Denkmal hochladen | Brücke über den Hainsbach                                                                                                   | Pockau               | 19. Jahrhundert (Straßenbrücke)                                                                     | am Jägersteig, verkehrsgeschichtlich von Bedeutung | 09206729 |
| Direkt Bild zu diesem Denkmal hochladen | Brücke über den Hainsbach                                                                                                   | Pockau               | 19. Jahrhundert (Straßenbrücke)                                                                     | verkehrsgeschichtlich von Bedeutung | 09206728 |
| Direkt Bild zu diesem Denkmal hochladen | Knesenbachbrücke | Pockau (Karte)       | 19. Jahrhundert (Straßenbrücke)                                                                     | Brücke über den Knesenbach; verkehrsgeschichtlich von Bedeutung | 09206731 |
| Direkt Bild zu diesem Denkmal hochladen | Floßwärterhaus | Pockau (Karte)       | 17. Jahrhundert und später (Wohnhaus)                                                               | Wohnhaus; ehemaliges Wohnhaus für Floßaufseher, eingeschossiger Putzbau, 1559 Einführung der Holzflößerei, von ortshistorischer und technikgeschichtlicherBedeutung | 09206709 |
| Direkt Bild zu diesem Denkmal hochladen | Ehemalige Schneidemühle (mit Antrieb und Sägegatter), 460 Meter langer Mühlgraben                                           | Pockau (Karte)       | um 1865 (Schneidemühle); um 1910 (Sägegatter)                                                       | von technikgeschichtlicher Bedeutung | 09205651 |
| Direkt Bild zu diesem Denkmal hochladen | Ölmühle Pockau | Pockau (Karte)       | bezeichnet 1783 (Mühle)                                                                             | Ölmühle, heute Museum, mit technischer Ausstattung und (teilweise verrohrtem) Mühlgraben mit Wehr sowie Hofgebäude und mit Objekten im Hof; wichtiges Zeugnis der Leinenund Leinsamenverarbeitung, technikgeschichtliche, ortshistorische und regionalgeschichtliche Bedeutung | 09205484 |
| Direkt Bild zu diesem Denkmal hochladen | Ölmühle Pockau | Pockau (Karte)       | 1783 (Müllerwohnhaus)                                                                               | Wohnstallhaus (ehemaliges Mühlenwohnhaus) und Scheune eines Mühlenanwesens, mit Mühlentechnik; Wohnstallhaus mit erhaltenem Fachwerk, Scheune mit hohem Dach gegenüber der historischen Ölmühle an ortsbildprägender Stelle, unverändertes Bauensemble, baugeschichtlich und ortsgeschichtlich von Bedeutung | 09205483 |
| Direkt Bild zu diesem Denkmal hochladen | Alte Schmiede | Pockau (Karte)       | Kern 19. Jahrhundert (Schmiede)                                                                     | Schmiede; am Ortsrand gelegene alte Schmiede, von ortshistorischer Bedeutung | 09205507 |
| Direkt Bild zu diesem Denkmal hochladen | Feuerwehrgerätehaus und Schlauchturm                                                                                        | Pockau (Karte)       | 1904 (Feuerwache)                                                                                   | in aufwändiger Putz-Klinker-Bauweise, verbretterter Schlauchturm, technikgeschichtliche und ortsgeschichtliche Bedeutung | 09205508 |
| Direkt Bild zu diesem Denkmal hochladen | Kistenfabrik Hunger | Pockau (Karte)       | 1902–1903 (Fabrikanlage); 1902 (Dampfmaschine)                                                      | Fabrikgebäude mit Schornstein, Schienen im Werksgelände, Loren und Dampfmaschine; geschlossen erhaltene Fabrikanlage (Holzpackungsmittel) mit einheitlich gestalteten Werkhallen, Putzfassaden mit Klinkergliederungen, ortsgeschichtlich von Bedeutung | 09205476 |
| Direkt Bild zu diesem Denkmal hochladen | Alter Grundablass der Talsperrenanlage                                                                                      | Reifland (Karte)     | bezeichnet 1930 (alter Grundablass)                                                                 | technikgeschichtliche Bedeutung | 09305986 |
| Direkt Bild zu diesem Denkmal hochladen | Talsperre Saidenbach | Reifland (Karte)     | 1929–1933 (Talsperre)                                                                               | Staumauer einer Talsperre (in den Ortsteilen Reifland und Lengefeld), mit drei frei liegenden Schiebern (wasserseitig), Schieberhaus, Überlaufkanal und Tosbecken sowie Wärterhaus (An der Talsperre 2, OT Reifland); bemerkenswerte architektonischwasserbautechnische Gesamtanlage, bedeutsam sowohl in gestalterischer als auch in technikgeschichtlicher Hinsicht, Verbindung von Bruchstein und Sichtbeton im Erscheinungsbild der Staumauer, außergewöhnlich expressive Wirkung des stark bossierten Mauerwerks, asymmetrische Disposition der Anlage, begünstigt durch abgeschiedene landschaftliche Situation, Denkmalschutz gilt auch für die vorhandene historische Technik | 09205200 |
| Direkt Bild zu diesem Denkmal hochladen | Königlich-Sächsische Meilensteine (Sachgesamtheit)                                                                          | Reifland (Karte)     | 19. Jahrhundert (Meilenstein)                                                                       | Meilenstein; verkehrshistorische Bedeutung | 09207655 |
| Direkt Bild zu diesem Denkmal hochladen | Kursächsische Postmeilensäulen (Sachgesamtheit)                                                                             | Reifland (Karte)     | bezeichnet 1723 (Postmeilensäule)                                                                   | Postmeilensäule; Ganzmeilensäule, verkehrshistorische Bedeutung | 09205626 |
| Direkt Bild zu diesem Denkmal hochladen | Bahnhof Reifland-Wünschendorf                                                                                               | Reifland (Karte)     | Ende 19. Jahrhundert (Bahnhof)                                                                      | Bahnhofsgebäude; ortsgeschichtliche und verkehrshistorische Bedeutung | 09207648 |
| Direkt Bild zu diesem Denkmal hochladen | Wasserturm | Wernsdorf (Karte)    | um 1930 (Wasserturm)                                                                                | Wasserturm; technikgeschichtliche Bedeutung | 09207992 |
| Direkt Bild zu diesem Denkmal hochladen | Wasserturm | Wernsdorf (Karte)    | um 1930 (Wasserturm)                                                                                | Wasserturm; technikgeschichtliche Bedeutung | 09207997 |
| Direkt Bild zu diesem Denkmal hochladen | Kalkbrennofen | Wünschendorf (Karte) | 1843 (Brennofen)                                                                                    | gehörte zum Rittergut Wünschendorf, ortshistorische und technikgeschichtliche Bedeutung | 09207632 |
| Direkt Bild zu diesem Denkmal hochladen | Holzbiegefabrik Louis Seifert (ehem.)                                                                                       | Wünschendorf (Karte) | um 1905 (Fabrik)                                                                                    | Ehemalige Holzwarenfabrik, mit Schornstein; Putzbau mit Ziegelgliederung, baugeschichtliche und ortshistorische Bedeutung | 09207640 |
| Direkt Bild zu diesem Denkmal hochladen | Transformatorenturm | Wünschendorf (Karte) | um 1920 (Transformatorenstation)                                                                    | Zeugnis der Elektrifizierung Sachsens, technikgeschichtlich von Bedeutung | 09207666 |
| Direkt Bild zu diesem Denkmal hochladen | Talsperre Neunzehnhain I; Untere Neunzehnhainer Talsperre                                                                   | Wünschendorf (Karte) | 1905–1908 (Talsperre Neunzehnhain I); 1911–1914 (Pegelhaus und Zuführungsgraben)                    | Talsperre, bestehend aus dem Absperrbauwerk (Gewichtsstaumauer), dem Überbau des Einstiegsschachtes M für Wasserableitungsstollen nach Krummhermersdorf, dem Pegelhaus (mit Pegelschreiber) und dem Zuführungsgraben zwischen Pegelhaus und Talsperre sowie zwei Schützenhäuser unterhalb der größeren Talsperre Neunzehnhain II gelegen; technikgeschichtliche und wissenschaftliche sowie landschaftsgestaltende Bedeutung, Teil des Trinkwasserverbundsystems »Mittleres Erzgebirge«, das zu den frühesten dieser Art Sachsens zählt | 09205630 |